# Camp de concentration de Dachau
Cet article concerne le camp de concentration nazi. Pour la ville allemande de Dachau, voir Dachau.

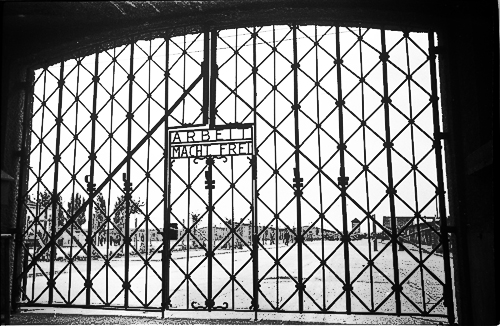
La porte principale du camp (en 1947).

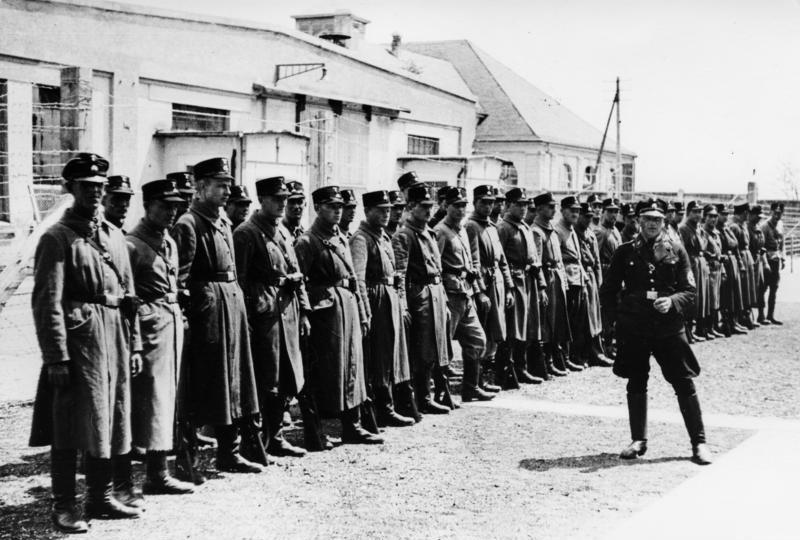
Les premiers gardiens SS de Dachau en 1933.

Le camp de concentration de Dachau est le premier camp de concentration mis en place par le régime nazi. Il est créé sur le site d'une ancienne fabrique de munitions à Dachau, à 17 km au nord-ouest de Munich. Son ouverture est annoncée par Heinrich Himmler le 20 mars 1933 et des prisonniers y sont amenés dès le lendemain. Il sert de modèle à tous les camps de concentration nazis. Il reste en service jusqu'à l'arrivée des soldats américains, le 29 avril 1945.

## Contexte
C'est le premier des camps de concentration nazis important construit en Allemagne, et l'un des rares construits avant la mort du président Paul von Hindenburg en 1934. Il est tout d'abord le lieu d'internement des opposants politiques, essentiellement communistes, puis par la suite des Juifs de Bavière, des prisonniers de guerre soviétiques ainsi que des homosexuels et Tsiganes. Chacun y connaît la souffrance, la faim et y côtoie la mort. Dachau compte plus de 100 kommandos qui, avec le camp central, regroupent 75 000 détenus. Son existence est connue en dehors des frontières dès 1933 (le magazine Vu lui consacre son numéro du 3 mai 1933, de même qu'au camp d'Oranienbourg). Les plans sont dus au commandant Theodor Eicke qui devient inspecteur en chef de l'ensemble des camps.

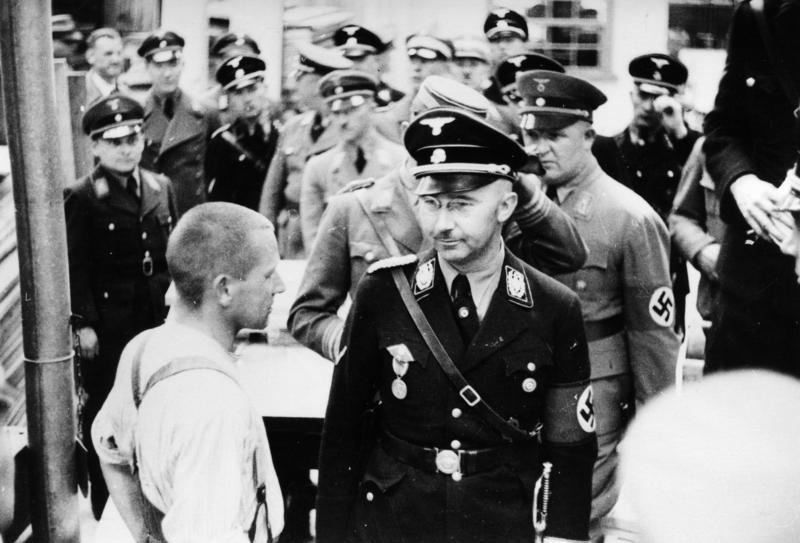
Heinrich Himmler en visite au camp de Dachau (1936).

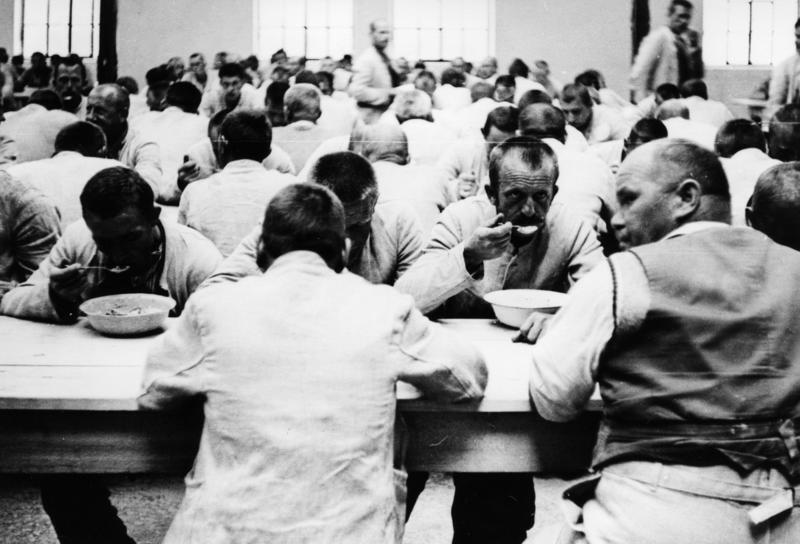
Les prisonniers à leur repas, en 1933.

De l'extérieur, le camp semble être un banal poste militaire entouré d'un haut mur de briques. Des tours de garde bordent l'ensemble. Le portail d'entrée (cf. image ci-dessous) porte l'inscription Arbeit Macht Frei (« le travail rend libre »). Dans le camp se trouvent en garnison un corps de SS ainsi que des agents de la Gestapo. Les prisonniers sont entassés dans 34 baraques, chacune devant en principe contenir 208 prisonniers ; au moment de l'arrivée des soldats américains, certains baraquements contenaient cependant 1 600 détenus dont la plupart dans un état squelettique. Le camp reçoit plus de 200 000 prisonniers venus de plus de 30 pays. Ceux-ci sont confrontés à des conditions de vie extrêmement dures : travaux forcés, froid, chaleur, sévices, manque de nourriture, manque d'hygiène, maladies (typhus), vols entre détenus, etc.
En juin 1944, un premier convoi de plusieurs centaines de Français arrive à Dachau. Le 2 juillet 1944, un convoi part du camp de Royallieu à Compiègne avec plus de 2 000 détenus : plusieurs centaines sont morts à son arrivée, le 5 juillet,.
Selon les enregistrements répertoriés, plus de 30 000 personnes périssent dans le camp même. À l'automne 1944, une épidémie de typhus se déclare, entraînant environ 15 000 décès. Les malades et les inaptes au travail sont transférés au château de Hartheim, où des milliers sont assassinés au gaz. À l'intérieur du camp se trouve une station expérimentale dirigée par le docteur Sigmund Rascher où des médicaments sont expérimentés sur les prisonniers, notamment pour tester leur résistance à la maladie. De nombreux prisonniers[Combien ?] sont transférés vers d'autres camps afin d'éviter la trop forte densité, génératrice de l'extension de l'épidémie.

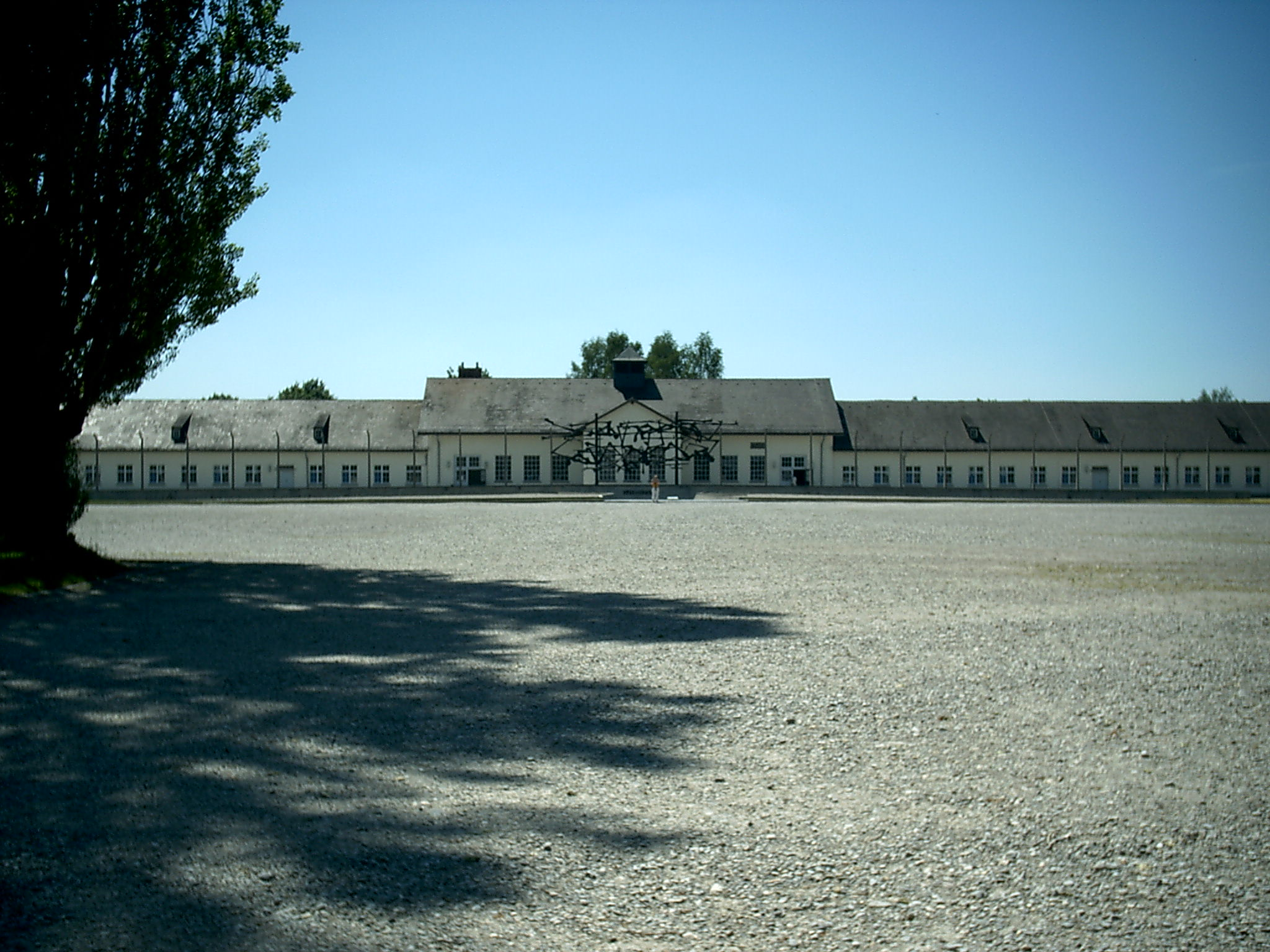
Camp de Dachau.

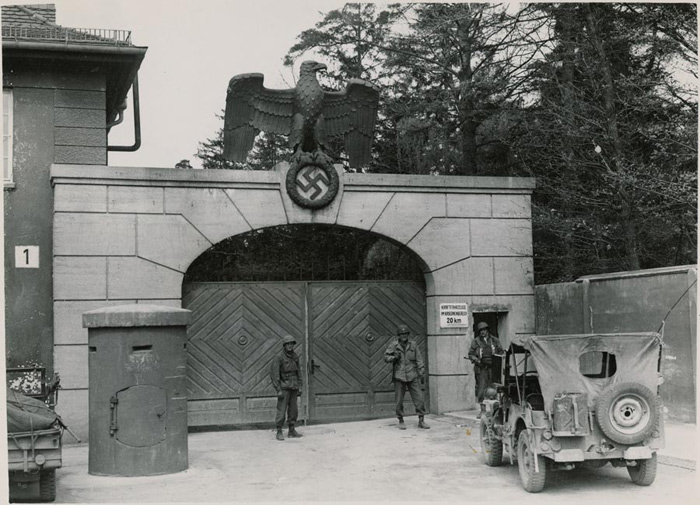
L'entrée principale de Dachau en 1945.

Les prisonniers dorment dans des lits superposés et se disputent les lits supérieurs, afin de ne pas recevoir les excréments qui suintent vers le bas. Ceux qui tentent de s'échapper et qui sont repris subissent un traitement spécial de punition dans un cantonnement tenu par les SS et la Gestapo avec pratique de la torture. Ces traitements aboutissent souvent à la mort. Lors de l'épidémie de typhus, de nombreux corps sont jetés dans les fosses communes.
Les nazis pénètrent peu dans les lieux et l'état-major reste cantonné à la Kommandantur. La discipline est assurée par des Kapos, eux-mêmes détenus et choisis par les nazis pour leur absence d'empathie envers les prisonniers.

### Le camp sous le commandement de Theodor Eicke
« Himmler nomma le 26 juin 1933 commandant de Dachau un homme qui, à ce moment, tant du point de vue d'une carrière bourgeoise que dans la perspective de la SS, passait pour un raté : Theodor Eicke, sans emploi, patient psychiatrique avec des antécédents judiciaires, rayé des listes de la SS au motif de diverses querelles en son sein. Himmler donna à Eicke une chance de se réhabiliter, parce qu'il se sentait responsable des combattants de la première heure. Eicke s'en saisit, et se révéla comme un maître de la politique des ressources humaines. »

— Karin Orth, Die Konzentrationslager-SS. Sozialstrukturelle Analysen und biographische Studien
Le camp de concentration de Dachau, ouvert en mars 1933 est particulier à plus d'un titre. D'abord parce que confié début avril à la police bavaroise, il passe dès le 10 avril sous la juridiction de la SS, sous le commandement d'Hilmar Wäckerle. Ensuite parce que Himmler incite très tôt Wäckerle à mettre en place des directives particulières, qui garantissent au camp un état d'exception permanent, fait de brimades, punitions et traitements dérogatoires. Si le camp est financé par l'État bavarois, et par le Reich, Himmler souhaite qu'il soit entièrement soumis à la domination de la SS. L'absence de véritables bases légales amène la justice à se pencher sur sept premiers décès de prisonniers, en mai 1933. Le 2 juin 1933, lors d'une réunion avec le ministre de la Justice Hans Frank, Himmler doit consentir à démettre Wäckerle de ses fonctions de commandant. Le même jour, il demande la libération de Theodor Eicke de son asile psychiatrique.
Eicke passe trois semaines à Ludwigshafen, avant d'être nommé par Himmler le 26 juin 1933 commandant du camp, où sont alors détenus deux mille prisonniers.

#### Le camp de Dachau, ou l'école de la violence
« Quiconque fait de la politique, tient des discours ou des réunions de provocation, forme des clans, se rassemble avec d'autres dans le but d'inciter à la révolte, se livre à une nauséabonde propagande d'opposition ou autre sera pendu en vertu du droit révolutionnaire ; quiconque se sera livré à des voies de fait sur la personne d'un garde, aura refusé d'obéir ou se sera révolté sous quelque forme que ce soit, sera considéré comme mutin et fusillé sur-le-champ ou pendu »

— Extrait du règlement régissant la discipline et la répression des détenus, rédigé par Theodor Eicke.
Les détails de la passation de pouvoir entre Wäckerle et Eicke restent mal connus. La nomination officielle d'Eicke comme commandant du camp est postérieure, le 9 mars 1934, ce qui suggère qu'Himmler attendait d'abord d'Eicke qu'il fasse ses preuves dans l'administration du camp. À partir des directives particulières élaborées par Wäckerle, Eicke met en place jusqu'en octobre 1933 un « règlement régissant la discipline et la répression des détenus », dont l'introduction indique que « la tolérance signifie la faiblesse ». Ce catalogue disciplinaire, qui prévoit exercices punitifs, travaux de peine, exposition au pilori et peine de mort, « en vertu du droit révolutionnaire », vise d'abord à faire de l'enceinte du camp un espace extra-judiciaire, ensuite à uniformiser le comportement des SS envers les détenus, enfin à intimider ces derniers : « le but est de briser psychologiquement, moralement et physiquement les prisonniers. » On passe à Dachau de la brutalité indisciplinée et arbitraire des gardiens à la terreur planifiée de la SS. Dans les faits, l'arsenal disciplinaire et punitif n'entraîne pas un usage normé de la violence : il devient l'instrument d'une terreur systématique. Au même moment, l'euphémisme « camp d'éducation » remplace le terme de camp de concentration, et Eicke réduit drastiquement l'accès de la presse au camp de Dachau.

#### Le «modèle Dachau»
« En peu de temps, Theodor Eicke développa au camp de concentration de Dachau une forme spécifique de domination, qui permettait de centraliser et systématiser la terreur. Cette organisation, qui servirait plus tard de modèle à l'ensemble des camps de concentration, est communément appelée aujourd'hui le modèle de Dachau. »

— Niels Weise, Eicke
La spécificité du camp de Dachau se révèle dans l'opposition au modèle développé conjointement dans les camps de l'Ems : dans ces camps s'exerce une double tutelle, celle du commandement SS responsable des gardiens, et une direction civile relevant du ministère de l'Intérieur. Afin d'éviter toute éventuelle intervention d'offices judiciaires ou civils, Eicke développe un arsenal disciplinaire qui donne l'apparence d'une légalité, il coupe le camp du monde extérieur, introduit le travail forcé des détenus. Surtout, il organise les SS en Kommandantur locale, distincte du camp lui-même, ce qui porte en germe le système des Kapos, de l'administration des détenus par les détenus eux-mêmes. Cette organisation facilite, après-guerre, la défense des membres des SS-Totenkopfverbände, qui indiqueront avoir été uniquement responsables de la surveillance extérieure du camp, et n'être pas mêlés au fonctionnement interne du camp.
Plus tard, à l'automne 1934, Eicke parvient à soustraire les gardes SS de l'Allgemeine SS (une des branches de la SS) et les rattache à son autorité de commandant de la SS-Totenkopfverbände. Eicke ne dépendra donc plus, à titre personnel, que de Himmler, à la fois comme chef de la police politique en Bavière, que comme Reichsführer-SS.

#### Meurtres sous l'autorité d'Eicke
Dans la période qui suit immédiatement le renvoi de Wäckerle, aucun détenu du camp n'est décédé. Cependant, deux mois après l'arrivée d'Eicke, le député communiste Franz Stenzer est abattu lors d'une tentative de fuite mise en scène par les gardes. Un journaliste communiste est abattu, vraisemblablement par Eicke lui-même, le 27 août 1933, son cadavre transporté dans l'auto d'Eicke et noyé dans le lac Walchen. Eicke indique à la presse que le détenu a disparu. À l'automne 1933, la justice bavaroise ordonne l'exhumation du corps d'un artisan, torturé et assassiné. Le 22 octobre, le procureur demande à Eicke de lui fournir les éléments matériels relatifs au prétendu suicide de deux détenus, étranglés en réalité par les gardes du camp. Si les détenus exécutés le sont en vertu de l'arsenal disciplinaire et punitif édicté par Eicke, ce dernier recourt cependant systématiquement, envers l'extérieur, au prétexte du suicide. Himmler, puis Ernst Röhm le 6 décembre 1933, encouragent Eicke et ses troupes à refuser aux autorités judiciaires l'accès au camp. Les procédures sont alors abandonnées, et les camps de concentration deviennent des espaces proprement extrajudiciaires.
Les meurtres de détenus ne tiennent pas tant à l'origine des gardes qu'à une politique systématique d'éducation à la haine menée par Eicke. Il suscite un état de guerre permanente contre le détenu, « l'ennemi derrière le barbelé », fait preuve lors de nombreuses séances d'endoctrinement d'un antisémitisme et d'un antibolchevisme radicaux. Il impose aux gardiens, qui le surnomment « Papa Eicke » une obéissance aveugle et inconditionnelle envers lui, en tant que commandant du camp, mais aussi envers la SS et le Führer. Il indique que tout SS doit veiller à l'éducation de son compagnon, et propage lui-même par l'exemple « sa haine contre tout ce qui est non allemand et non national-socialiste ». Ainsi, sous sa direction, le supplice d'un détenu devient le rite d'initiation informel de tout nouveau gardien SS, qu'Eicke recrutait de préférence jeunes, afin de pouvoir les former comme des instruments dociles et leur interdire toute faiblesse envers les détenus. Cette « école de Dachau » devait notamment former de nombreux commandants de camps de concentration, tels Hans Aumeier, Richard Baer, Johannes Hassebroek, Paul Werner Hoppe, Rudolf Höss, Max Koegel, Josef Kramer, Karl Künstler, Hans Loritz, Jakob Weiseborn, Martin Weiss et Egon Zill.

## Libération

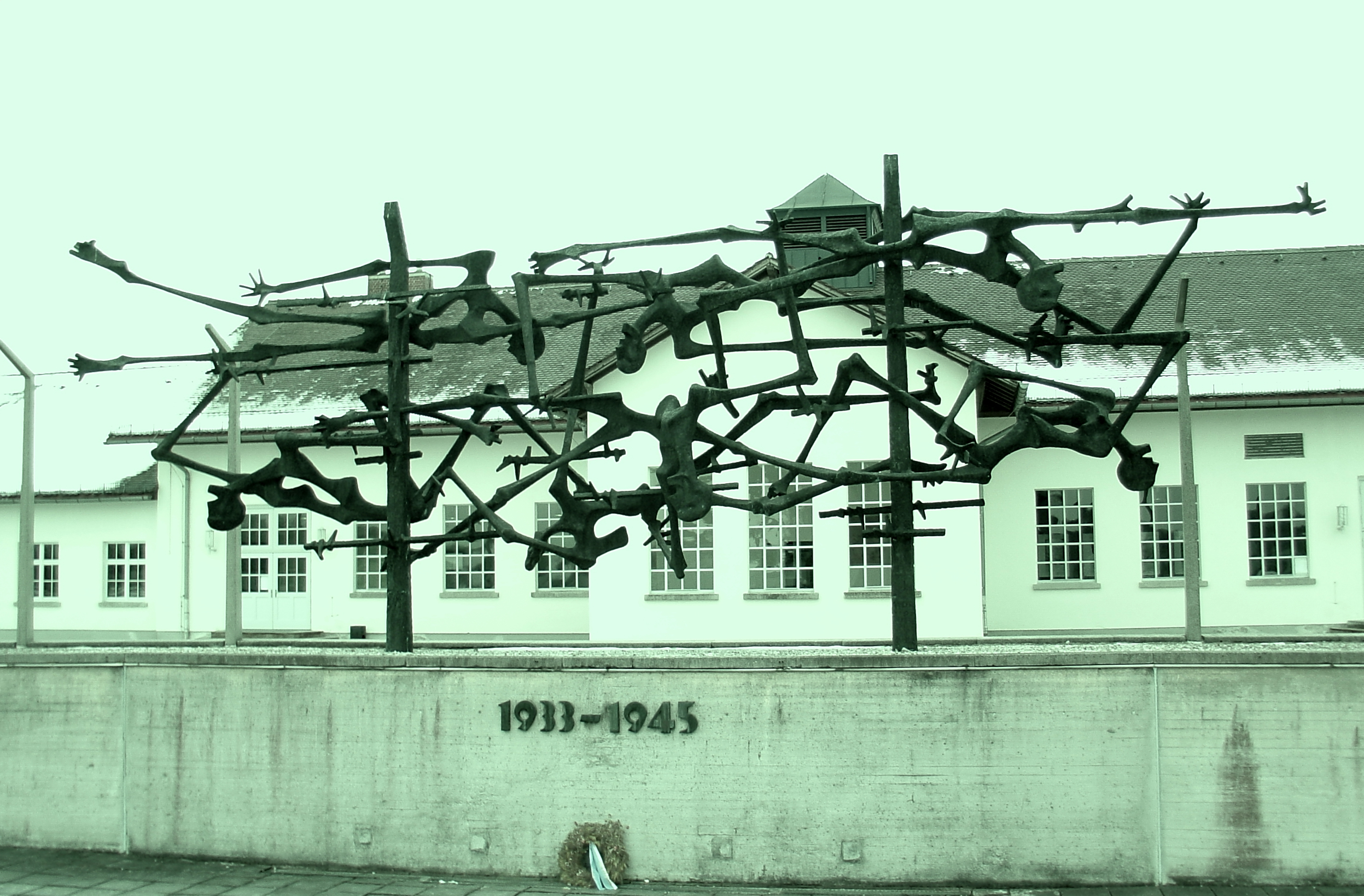
Le Sto za jednog, mémorial à tous ceux morts en tentant de s'enfuir du camp. Une sculpture semblable est exposée au Mémorial de Yad Vashem à Jérusalem.

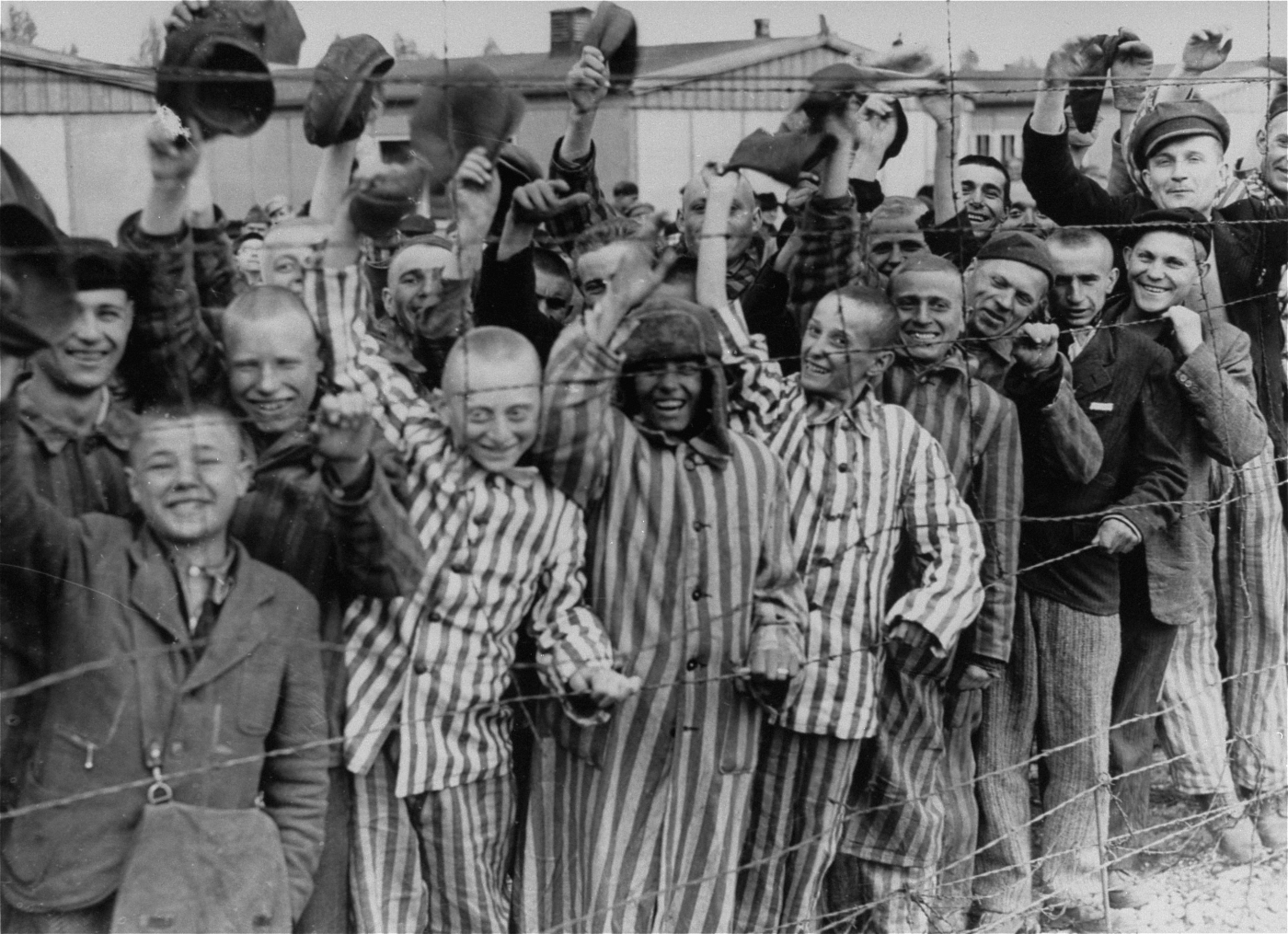
Des survivants saluant les soldats américains lors de la libération du camp.

### Camp principal
Dès janvier 1945, les prisonniers s'organisent en créant le Comité international clandestin qui rassemble un représentant de chacune des 16 nationalités présentes dans le camp. Ce comité désigne pour président Pat O'Leary, un officier de la Royal Navy (en réalité Albert Guérisse, un officier médecin de l'armée belge) qui a dirigé une filière d'évasion en France occupée ayant permis le rapatriement de plus de 600 aviateurs anglais et américains. Il a pour vice-présidents le général soviétique Michailovitch et le Belge Arthur Haulot. Lorsque les Américains approchent du camp, l'état-major allemand donne l'ordre par représailles de tuer tous les prisonniers. Mais le politicien communiste Oskar Müller (en), membre du comité international des prisonniers, parvient à faire évader quelques prisonniers afin d'avertir les soldats américains de l'endroit exact du camp et de l'urgence qu'il y a à intervenir.
Le matin du 29 avril, le 3e bataillon du 157e régiment de la 45e division d'infanterie de la 7e armée US reçut l’ordre de prendre le camp de Dachau. L’officier commandant le bataillon, le colonel Felix L. Sparks (en) transmit l’ordre à sa compagnie I et en prit lui-même le commandement. Il libère le camp. La 7e Armée en confie la direction à Pat O'Leary et à son Comité pour l'organisation interne du camp, tant pour assurer la discipline interne que pour garantir un ravitaillement équitable.
René Lévesque (1922-1987), le futur premier ministre du Québec, était le correspondant de guerre « américain » qui accompagnait la première patrouille qui découvrit le camp.

### Camps annexes
La plupart des détenus de Dachau sont affectés au travail obligatoire. Le camp de Dachau, l'un des plus grands et des plus ramifiés de l'Allemagne nazie, compte 169 Kommandos extérieurs et fait profiter de cette main-d'œuvre forcée 197 entreprises, pour la plupart dans le secteur de l'armement. Outre Agfa, des entreprises allemandes comme BMW et Messerschmitt bénéficient de ces travailleurs déportés.

#### Principaux Außenkommandos
- Liste des camps satellites de Dachau
- Kommando Agfa

### Exécution des gardes du camp
Lors de la libération, plusieurs dizaines de gardes du camp, ainsi que peut-être quelques SS, sont exécutés par des soldats américains, alors que les gardes se rendent et que certains sont blessés. Bien que les autorités militaires soient informées de ces crimes de guerre, aucune poursuite n'est engagée. Certaines sources font état de centaines d'exécutions, mais sans apporter de témoignages crédibles. La déclassification en 1992 du rapport d'enquête de l'armée américaine permet d'affirmer que probablement moins de cinquante personnes furent exécutées.

## Le baraquement X de Dachau

### Un crématorium

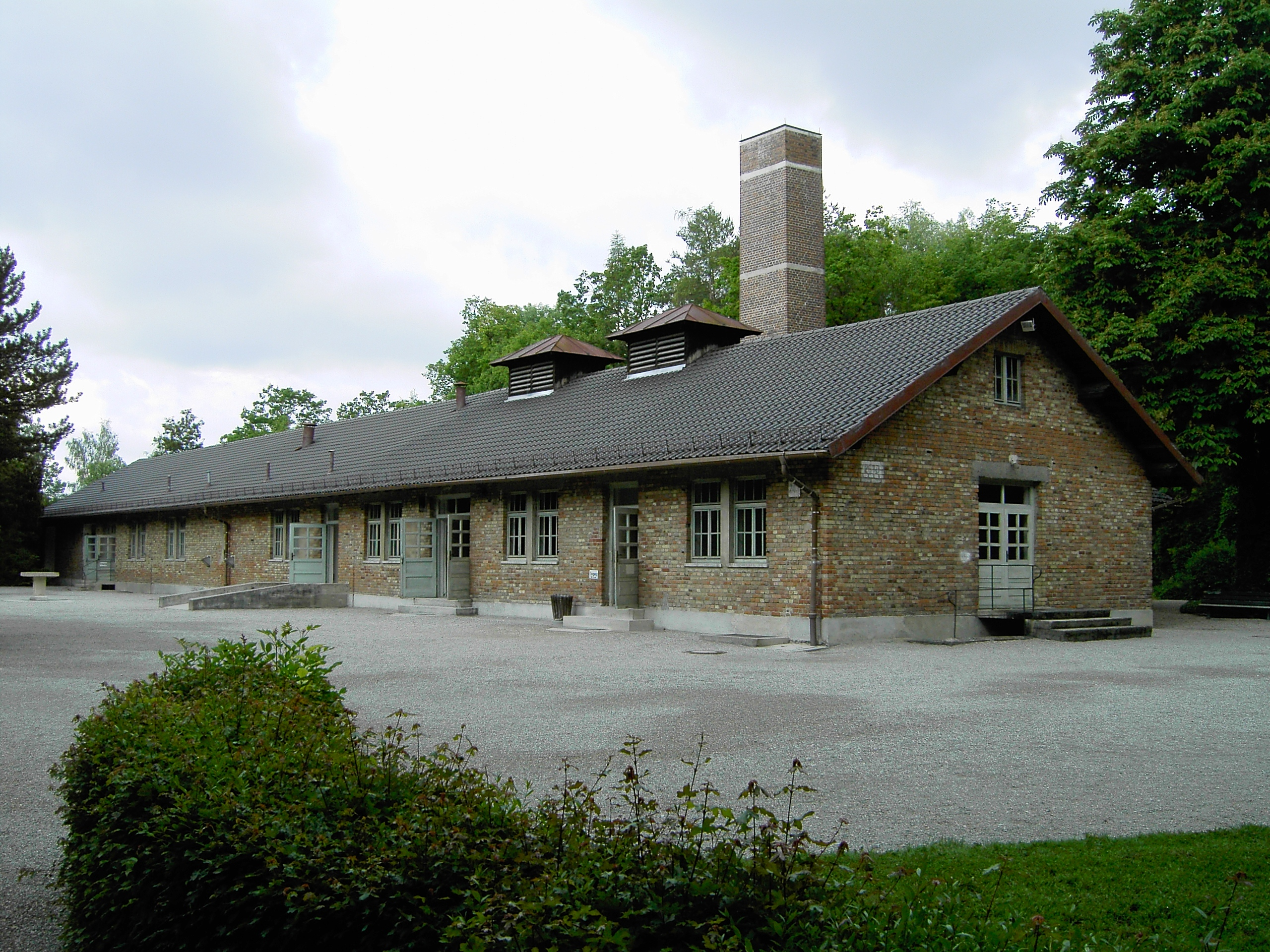
Le grand crématorium de Dachau.

La direction du camp avait le dessein de reconstruire le crématorium, sous l'appellation Baraquement X . En mai 1943, on met en marche les quatre fours du grand crématorium et à partir de l'été 1944 une corvée de désinfection travaille dans les quatre chambres du crématorium.

### Possibilité d'une chambre à gaz

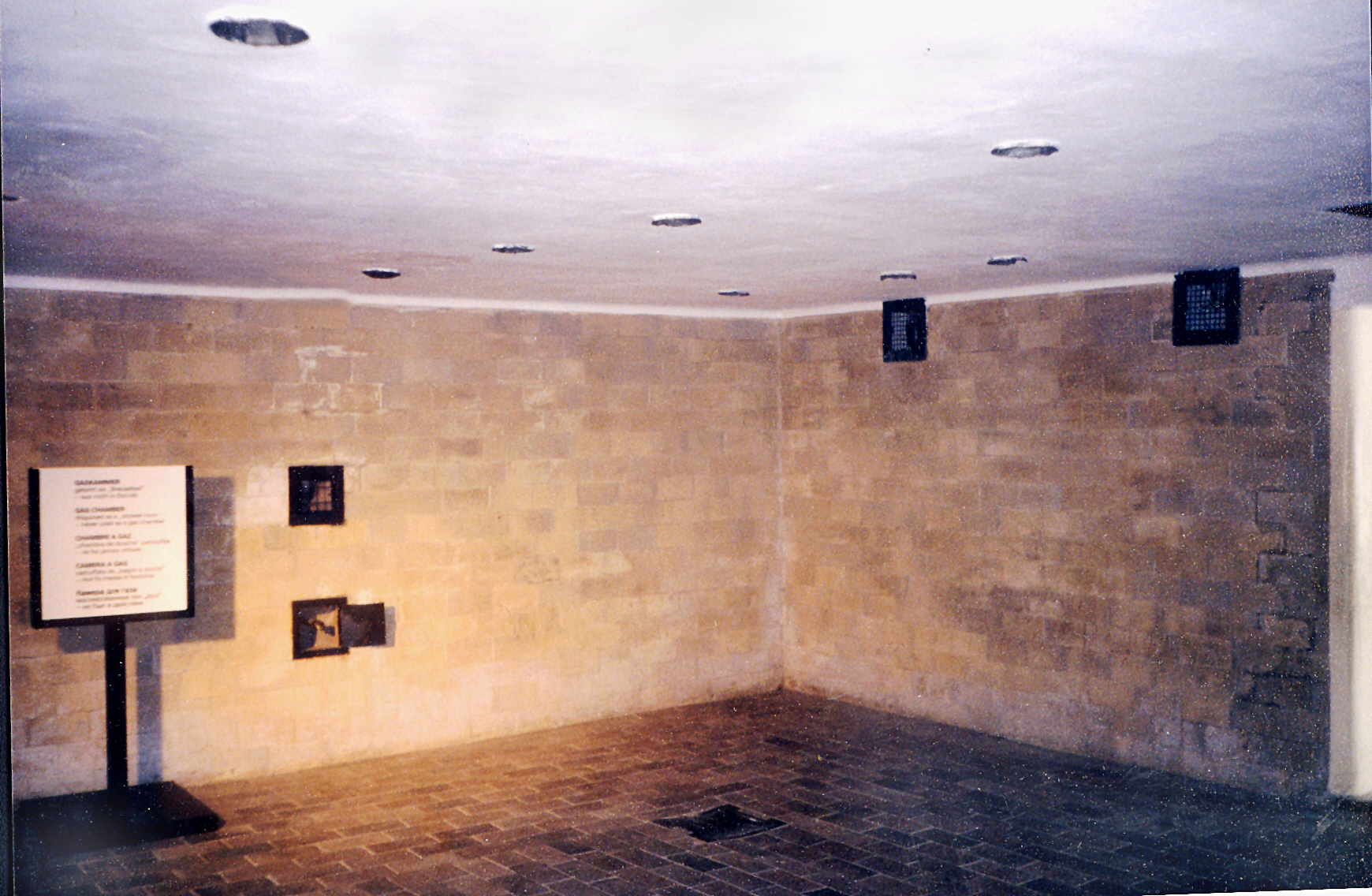
La chambre à gaz de Dachau, camouflée en salle de douches - jamais utilisée, indique le panneau.

Le médecin SS Sigmund Rascher avait écrit à Heinrich Himmler le 9 août 1942 : « On a construit au camp les mêmes installations qu'à Linz. Puisque les convois d'invalides finissent d'une manière ou d'une autre dans les chambres qui leur sont destinées, ne serait-il pas possible de vérifier sur ces personnes l'efficacité de nos gaz de combat ? Jusqu'ici nous ne disposons que d'essais faits sur des animaux ou de rapports relatifs à des accidents qui se sont produits lors de sa fabrication. [...] j'envoie ma lettre sous la mention secret. »
Dans un film tourné en mai 1945 par un correspondant de guerre américain, la chambre à gaz se présente ainsi : pièce sans fenêtres, des chapes de métal percées de trous fixées au plafond en béton, sur les portes d'entrée l'inscription douches, sur des pièces plus petites adjacentes figure l'inscription : attention gaz !, danger de mort - ne pas ouvrir .
Au cours du procès des SS du camp fin 1945, le médecin des détenus Frantisek Blaha déclare que des gazages expérimentaux ont eu lieu dans le camp. Un rapport de l'armée américaine, constitué avant le procès sur la base de témoignages de survivants, avait référencé la chambre à gaz dans la rubrique exécutions. Puis le 9 janvier 1946, au Procès de Nuremberg, il déclare : « beaucoup de prisonniers ont été tués plus tard de cette façon ». Toutefois, la preuve formelle que la chambre à gaz du Baraquement X a été utilisée n'a pu être établie. Les déportés malades ou trop affaiblis pour travailler étaient assassinés au centre de Hartheim près de Linz.

## Personnel du camp

### Commandants du camp de concentration
| Prise de fonction | Fin de fonction   | Grade                  | Commandant          |
| ----------------- | ----------------- | ---------------------- | ------------------- |
| 22 mars 1933      | 26 juin 1933      | SS-Standartenführer    | Hilmar Wäckerle     |
| 26 juin 1933      | 4 juillet 1934    | SS-Gruppenführer       | Theodor Eicke       |
| 4 juillet 1934    | 22 octobre 1934   | SS-Oberführer          | Alexander Reiner    |
| 22 octobre 1934   | 12 janvier 1935   | SS-Brigadeführer       | Berthold Maack (de) |
| 22 octobre 1934   | 31 mars 1936      | SS-Oberführer          | Heinrich Deubel     |
| 31 mars 1936      | 7 janvier 1939    | SS-Oberführer          | Hans Loritz         |
| 7 janvier 1939    | 2 janvier 1942    | SS-Hauptsturmführer    | Alex Piorkowski     |
| 3 janvier 1942    | 30 septembre 1943 | SS-Obersturmbannführer | Martin Weiß         |
| 30 septembre 1943 | 26 avril 1945     | SS-Hauptsturmführer    | Eduard Weiter       |
| 28 avril 1945     | 28 avril 1945     | SS-Untersturmführer    | Johannes Otto       |
| 28 avril 1945     | 29 avril 1945     | SS-Untersturmführer    | Heinrich Wicker     |

### Autre personnel
Le personnel du camp compte également Adolf Eichmann (29 janvier 1934 – octobre 1934), Rudolf Höss (1934–1938), Max Kögel (1937–1938), Gerhard Freiherr von Almey, SS-Obergruppenführer, demi-frère de Ludolf von Alvensleben, exécuté en 1955 à Moscou ; Rudolf Heinrich Suttrop, SS-Obersturmführer, adjoint du commandant du camp, condamné à mort en 1945 et exécuté en 1946 ; Johannes Heesters (visite régulièrement le camp et se produit devant les officiers et des SS).
Les médecins civils et SS du camp comptent notamment le SS-Untersturmführer Hans Eisele – (13 mars 1912 – 1967) , qui s'est enfui vers Égypte ; le SS-Obersturmführer Dr. Fritz Hintermayer (de) – (28 octobre 1911 – 29 mai 1946), exécuté par les Alliés ; Ernst Holzlöhner (en), qui s'est suicidé ; Hans Eppinger – (5 janvier 1879 – 25 septembre 1946) , également suicidé ; le SS-Hauptsturmführer Dr. Fridolin Karl Puhr (de) (30 avril 1913 – ?) condamné à mort, dont la peine a été commuée commuée à 10 ans d'emprisonnement ; le SS-Untersturmführer Dr Sigmund Rascher (12 février 1909 – 26 avril 1945) , exécuté par les SS ; le Dr. Claus Schilling (25 juillet 1871 – 28 mai 1946) , exécuté par les Alliés ; le SS-Sturmbannführer Dr Horst Schumann (11 mai 1906 – 5 mai 1983), qui s'est évadé au Ghana puis a été extradé vers l'Allemagne de l'Ouest ; le SS-Obersturmführer Dr. Helmuth Vetter (de) (21 mars 1910 – 2 février 1949), exécuté par les Alliés ; le SS-Sturmbannführer Dr. Wilhelm Witteler (de) (20 avril 1909 – ?), condamné à mort, dont la peine a été commuée à 20 ans d'emprisonnement, et le SS-Sturmbannführer Dr. Waldemar Wolter (de) (19 mai 1908 – 28 mai 1947), exécuté par les Alliés.

## Prisonniers

### Religieux chrétiens
Près de 900 prêtres arrivent au camp en décembre 1940, répartis dans deux blocs. Ils disposent de lits individuels et de rations supplémentaires, et, à partir du 15 mars 1941, ils sont exemptés de travail. Cette différence de traitement crée des tensions avec les autres détenus qui persistent bien après la Libération.
À partir de la fin 1942, les prêtres peuvent recevoir des colis de nourriture. En mars 1943, les prêtres étrangers, notamment polonais, sont à nouveau autorisés à officier. Quelques religieux disposent toutefois d'un régime dérogatoire, avec pour principal avantage une cellule individuelle, mais aussi la possibilité de lire et écrire, et l'absence de violence physique, comme en témoigne J. Neuhäusler, évêque auxiliaire de Munich.
Dachau est le camp central où sont envoyés les religieux chrétiens, essentiellement des catholiques bavarois et polonais, mais aussi des protestants, essentiellement en raison de leur résistance spirituelle ou active. Dans ce Pfarrerblock se trouvent 2 720 prêtres (dont 2 579 catholiques). La majorité est polonaise (1 780) ; 1 034 sont morts au camp. Himmler avait demandé d’y regrouper les prêtres dispersés jusque-là dans différents camps, afin de diminuer leur influence « nuisible » sur les autres prisonniers.

### Prisonniers notoires
Vers la fin de la guerre, de nombreux « détenus spéciaux » (Sonderhäftlinge) furent regroupés dans le camp de Dachau. Par exemple, Kurt Schuschnigg, chancelier d'Autriche avant l'Anschluss de 1938, fut convoyé hors de sa prison de Vienne jusqu'à Dachau en 1944, après un bref passage au camp d'Oranienburg-Sachsenhausen près de Berlin.
Parmi les prisonniers les plus connus du camp figurent la famille royale de Bavière (Wittelsbach), Georges Charpak (physicien, a reçu en 1992 le prix Nobel de Physique pour son travail concernant les détecteurs de particules à hautes énergies), les ducs de Hohenberg, Fritz Gerlich (journaliste, 1883-1934), Edmond Michelet (homme politique, ministre d'Etat du Général de Gaule, déclaré serviteur de Dieu), Louis Terrenoire, journaliste, secrétaire du Conseil national de la résistance (CNR) en 1943, puis ministre du général de Gaulle), le général Charles Delestraint, chef de l'Armée secrète en France, assassiné d'une balle dans la nuque le 19 avril 1945, Georg Elser, qui tenta de tuer Hitler à l'aide d'une bombe le 9 novembre 1939 à Munich, Bruno Bettelheim, Adam Kozlowiecki (futur cardinal polonais), Victor Dillard (jésuite français), René Carmille, les peintres Chris Lebeau et Zoran Mušič, Titus Brandsma (religieux carme néerlandais, canonisé en 2022) ou le prêtre August Froehlich ou encore le prêtre Richard Henkes. Le prêtre tchécoslovaque Josef Beran (futur cardinal) y fut également incarcéré.
Beaucoup de religieux catholiques polonais, des politiques dont des communistes (Alexandre Drevet, Oskar Müller) et aussi de nombreux écrivains et cinéastes comme Ernest Genval périrent dans le camp. Parmi les internés rescapés, figura Gabriel Piguet, évêque de Clermont ; l'abbé Édouard Froidure, résistant bruxellois ; ainsi que le patriarche orthodoxe serbe Gabriel (Dojitch) et l'évêque Nicolas Velimirovitch, canonisé par l'Église orthodoxe serbe; l'archéologue Jean Lassus ; André Verchuren célèbre accordéoniste français. Y figure également Hans Litten, procureur lors du procès de Hitler à la suite du putsch de la Brasserie.
Plusieurs écrivains ont également été détenus à Dachau, dont Robert Antelme, écrivain français, Raoul Auernheimer, écrivain, qui a passé 4 mois à Dachau, Tadeusz Borowski, écrivain, qui a survécu mais s'est suicidé en 1951, Viktor Frankl, psychiatre et écrivain autrichien, Fritz Gerlich, journaliste allemand, Heinrich Eduard Jacob, écrivain allemand, 6 mois à Dachau en 1938, transféré à Buchenwald, Boris Pahor, écrivain slovène, Friedrich Reck-Malleczewen, écrivain allemand, Franz Roh, critique d'art allemand et historien de l'art, pendant quelques mois en 1933.
Parmi les responsables politiques incarcérés, se trouvent notamment Kurt Schuschnigg, le chancelier autrichien, et sa famille, Níkos Zachariádis, secrétaire du KKE (Parti Communiste Grec).
Les détenus de confession juive sont nombreux à Dachau. Parmi eux, on recense notamment Zvi Griliches, économiste américain, Hans Litten, un avocat anti-nazi, mort en 1938 officiellement par suicide, Henry Morgentaler, qui a également survécu au ghetto de Łódź, plus a tard émigré au Canada et devient responsable du mouvement en faveur du droit à l'avortement, Moshe Sanbar, plus tard gouverneur de la Banque d'Israël, Bruno Bettelheim, emprisonné en 1938, libéré en 1939, Viktor Frankl, neurologue et psychiatre de Vienne, Vladek Spiegelman, survivant dont l'histoire a été dépeinte dans le livre Maus par son fils Art Spiegelman.
Les membres de la noblesse incarcérés comptent par exemple Antonia de Luxembourg, Albert de Bavière, François de Bavière, Kira Kirillovna de Russie, Louis-Ferdinand de Prusse, Max Emmanuel von Wittelsbach, prince de Bavière et duc en Bavière, Philippe de Hesse-Cassel, Maximilien de Hohenberg, Ernest de Hohenberg, Sophie de Hohenberg.
De nombreux résistants ont également été détenus au camp. Parmi eux, Robert Antelme, résistant français, qui a survécu, Walter Bassan résistant français, qui a survécu, Conchita Ramos (1925-2019), résistante et républicaine espagnole qui a également survécu, Roger Cazala (1906-1944) résistant français mort au Camp de concentration de Flossenbürg (reconnu Juste parmi les nations), Auguste Chantraine, résistant français, membre du SOE, André Chauvat résistant français, qui a survécu, Jean-Baptiste Daviais résistant français, mort en janvier 1945, Gilbert Burlot résistant français, membre du réseau Eleuthère, Français Libre,décédé en 1968 des suites de sa déportation, Georg Elser, résistant allemand envoyé à Dachau à la suite d'un attentat manqué contre Hitler, et mort à Dachau, Roland Foras, résistant français, qui a survécu, René Filhol résistant français, membre du Front national (Résistance), Albert Guérisse (alias Pat O'Leary) , résistant, chef du réseau d'évasion Pat (MI9), qui a survécu, Arthur Haulot résistant socialiste belge, journaliste, écrivain et poète, qui a survécu, Adolf Maislinger, résistant allemand qui a survécu, Sepp Plieseis, résistant autrichien, qui a survécu, Jean de Riquer, résistant français, qui a survécu, Rosa Stallbaumer résistante autrichienne, transférée ensuite à Auschwitz où elle meurt en 1942, Edith Wolff, résistante allemande, qui a survécu; Charbonneau Robert, résistant français, a survécu, déporté le 6 juillet 1944 au 27 mai 1945, Jean Villeret résistant FTP qui a survécu.
Parmi beaucoup d'autres scientifiques, 183 professeurs ainsi que le personnel des universités de Cracovie furent arrêtés le 6 novembre 1939, au cours de l'opération Sonderaktion Krakau.
Parmi les détenus, on trouve l'Italienne Lucy Salani, déportée pour désertion mais également classée comme homme homosexuel.
Peter Churchill chef de la section F du SOE (Buckmaster) est enfermé ici quelques jours à la veille de la Libération

## Après la Libération
Le Comité international des prisonniers s'est reconstitué après la guerre sous le nom de Comité international de Dachau (CID), avec un représentant par nationalité, et dès 1950 prend l'initiative de l'édification d'une stèle commémorative. De 1956 à 1985, sous la présidence répétée d'Albert Guérisse (alias Pat O'Leary), le CID a obtenu du gouvernement de Bavière que le site soit protégé et classé, ainsi que l'érection d'un mémorial (une sculpture monumentale de Glid Nandor), de plusieurs édifices religieux et l'entretien d'un musée permanent.

## Jugement
Après la guerre, les Américains installèrent au sein de l'enceinte du camp un tribunal militaire chargé de juger les Allemands auteurs de crimes de guerre considérés comme « mineurs ».

## Vol du portail
Le 1er novembre 2014 la police bavaroise annonce dans un communiqué que le portail en fer forgé portant l'inscription Arbeit macht frei a été dérobé. Le ou les auteurs ont dû escalader une porte principale avant de l’emporter, sans doute à l’aide d’un véhicule, selon la même source.
Ce vol a suscité l'indignation des organisations juives et de déportés en Allemagne. Dieter Graumann, président du Conseil central des Juifs d'Allemagne a déclaré que « Cette profanation est monstrueuse et choquante. Celui qui commet ce genre de délit est soit un peu fou, soit cruel. Probablement les deux ». La directrice du mémorial du camp, Gabriele Hammermann, a affirmé qu'il s'agissait d'une « tentative délibérée et répréhensible de porter atteinte à la mémoire des crimes qui ont été commis en ce lieu », qu'il « est évident que nous avons encore un long chemin à parcourir avant d'avoir fait notre travail de mémoire sur cette période de l'histoire » et qu'il fallait protéger et préserver de tels sites qui ont une portée éducative. Le ministre régional de l'Éducation et des Cultes de Bavière, Ludwig Spaenle s'est rendu sur place et a dénoncé dans un discours prononcé devant le lieu du vol « un acte odieux ». Max Mannheimer, survivant de l'Holocauste et vice-président du Comité international de Dachau s'est dit « horrifié de voir qu'apparemment des nazis avaient profané le mémorial érigé pour ceux qui ont été assassinés ici, portant ainsi atteinte au respect dû à un tel lieu », quant à la chancelière Angela Merkel, elle dénonce un acte abominable dans ce lieu qui est devenu un lieu contre l'oubli, à destination des générations futures.
En décembre 2009, la même inscription métallique avait été dérobée à l'entrée de l'ancien camp d'extermination d'Auschwitz, en Pologne. Le responsable, un néonazi suédois, Anders Högström, avait été condamné en décembre 2010 à deux ans et huit mois de prison. L'inscription qui avait été retrouvée scindée en trois morceaux a été ressoudée.
Le 1er décembre 2016, la police bavaroise annonce que la police de Bergen en Norvège, alertée par un renseignement anonyme, a trouvé et saisi le portail, d'après les clichés qui lui ont été transmis. Le 22 février 2017, le portail est de retour à Dachau, mais ne retrouve pas sa place initiale, à l'entrée de l'ancien camp, mais dans un musée du site par mesure de sécurité. Malgré ce dénouement, le mystère plane toujours sur l'identité des voleurs.

## Galerie

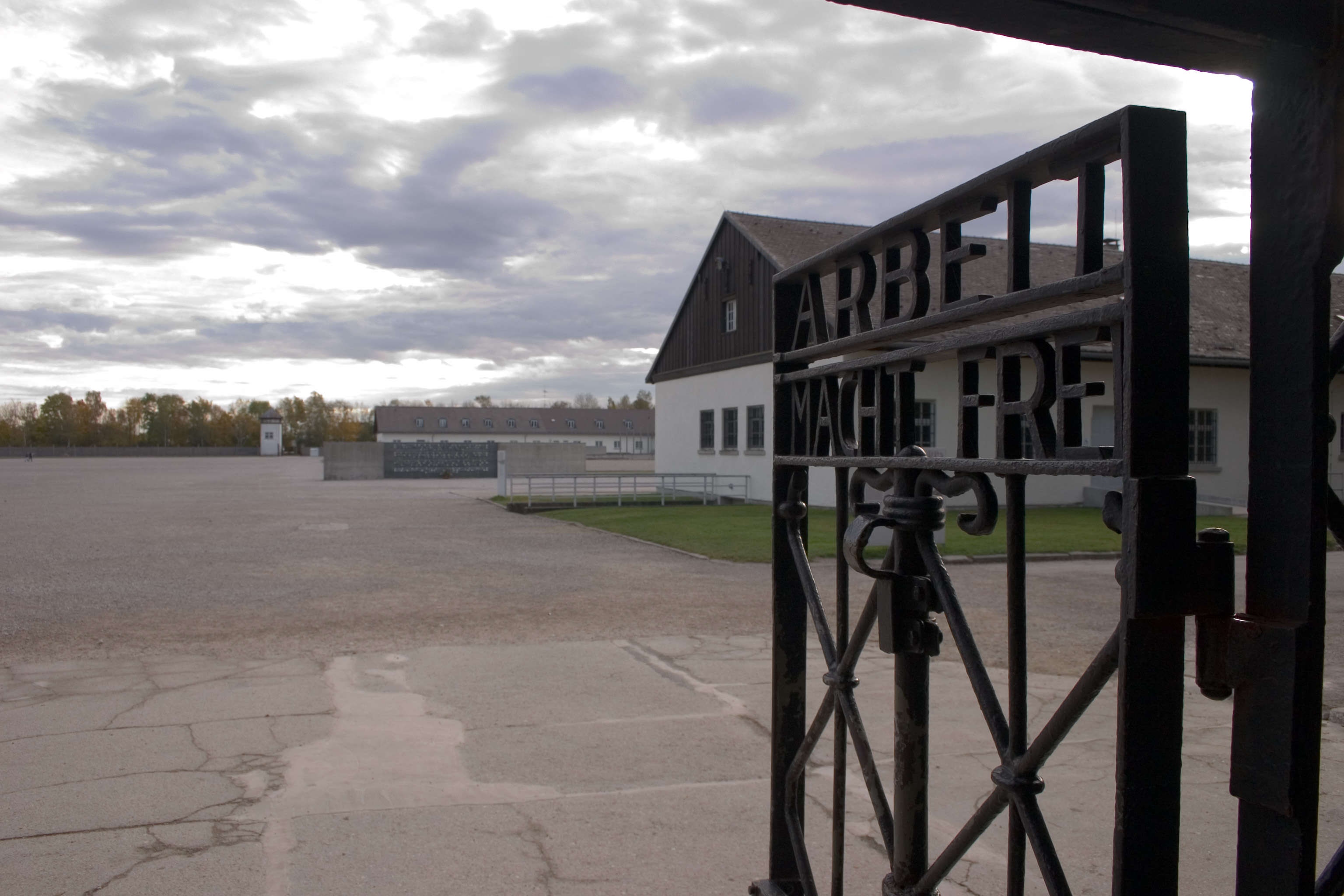
La cour du camp.
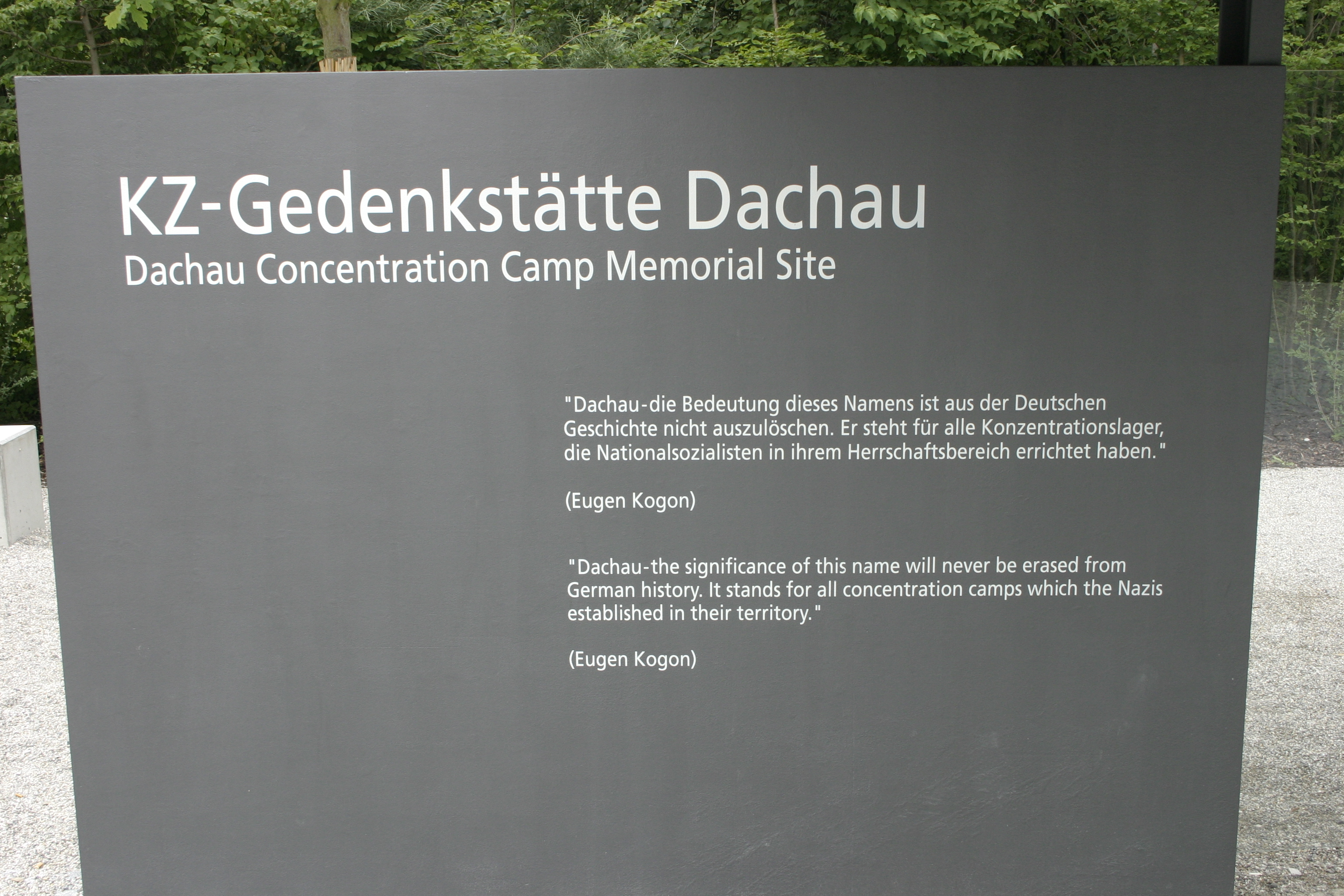
Inscription sur la route menant à l'entrée.
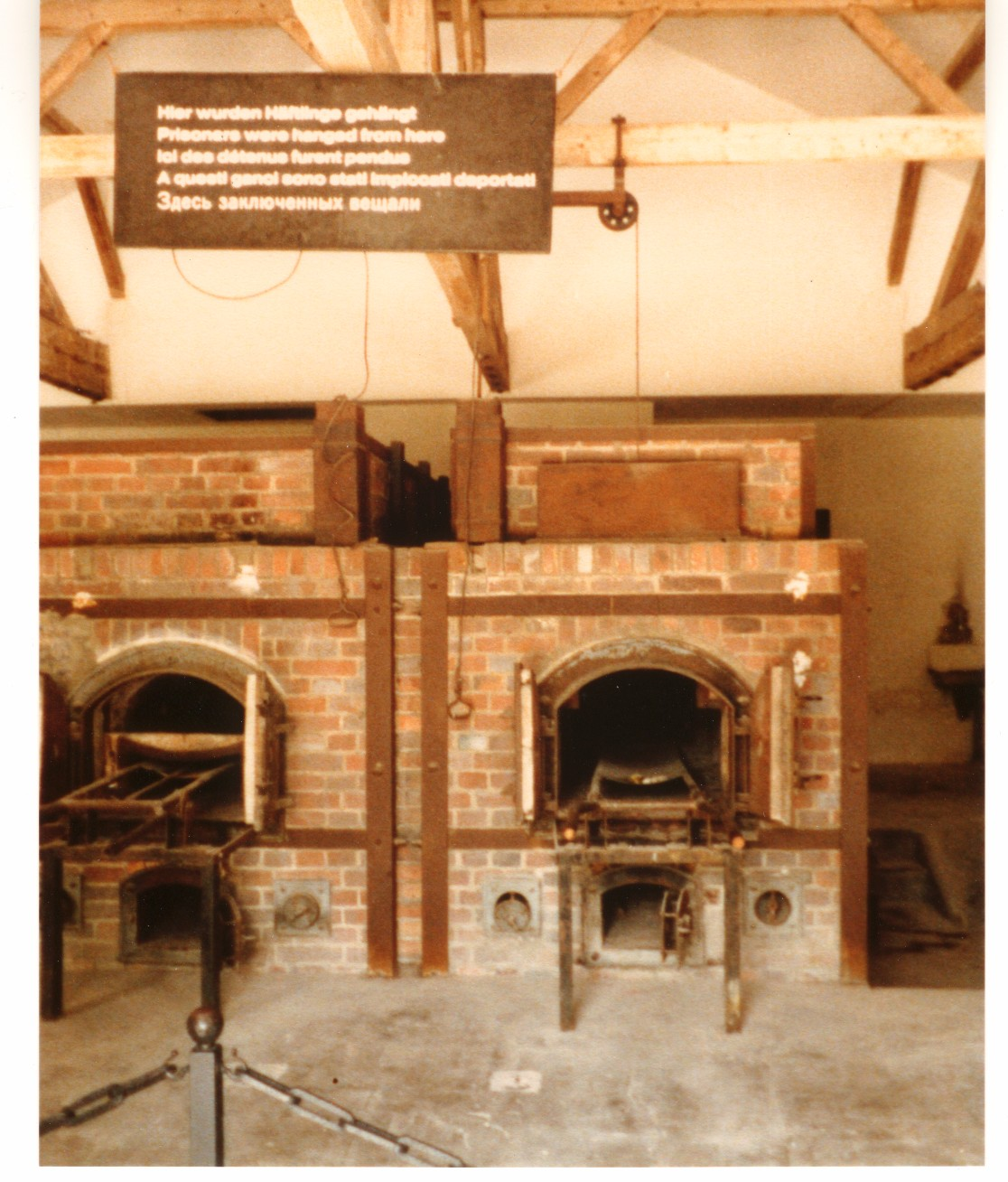
Des fours crématoires.
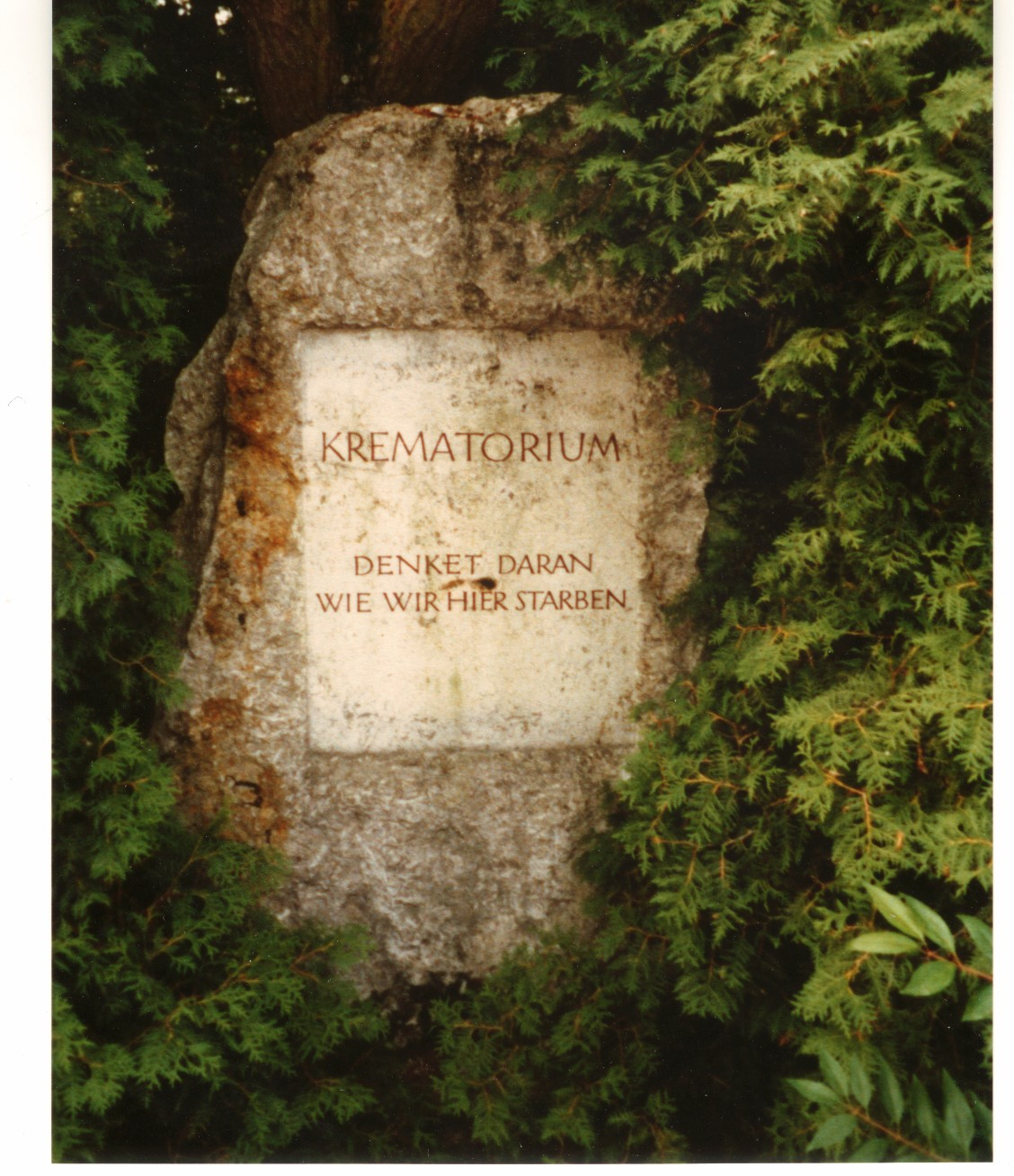
Inscription à l'extérieur du Crématorium qui dit en allemand « Pensez à la façon dont nous sommes morts ici ».
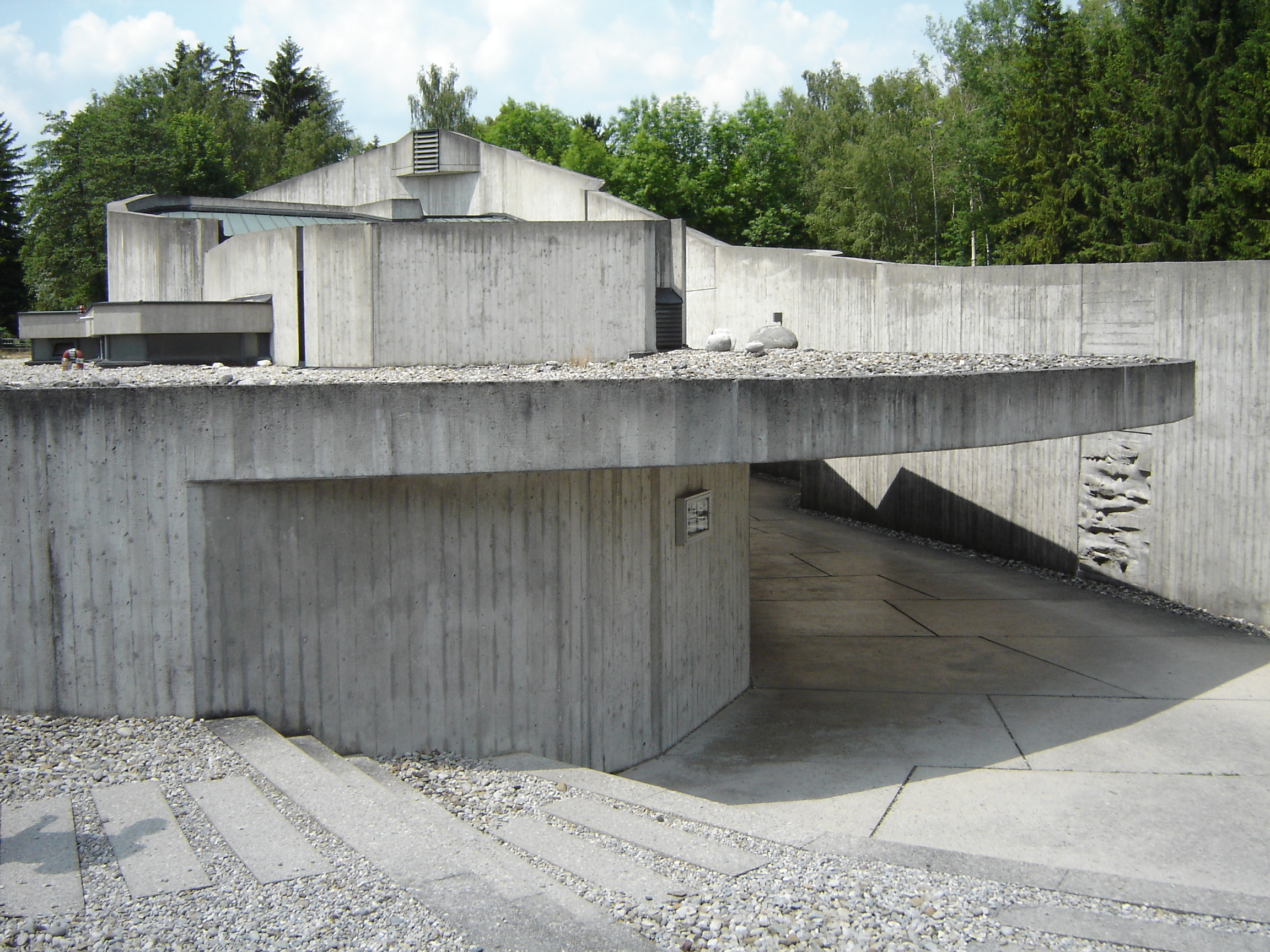
Église protestante.
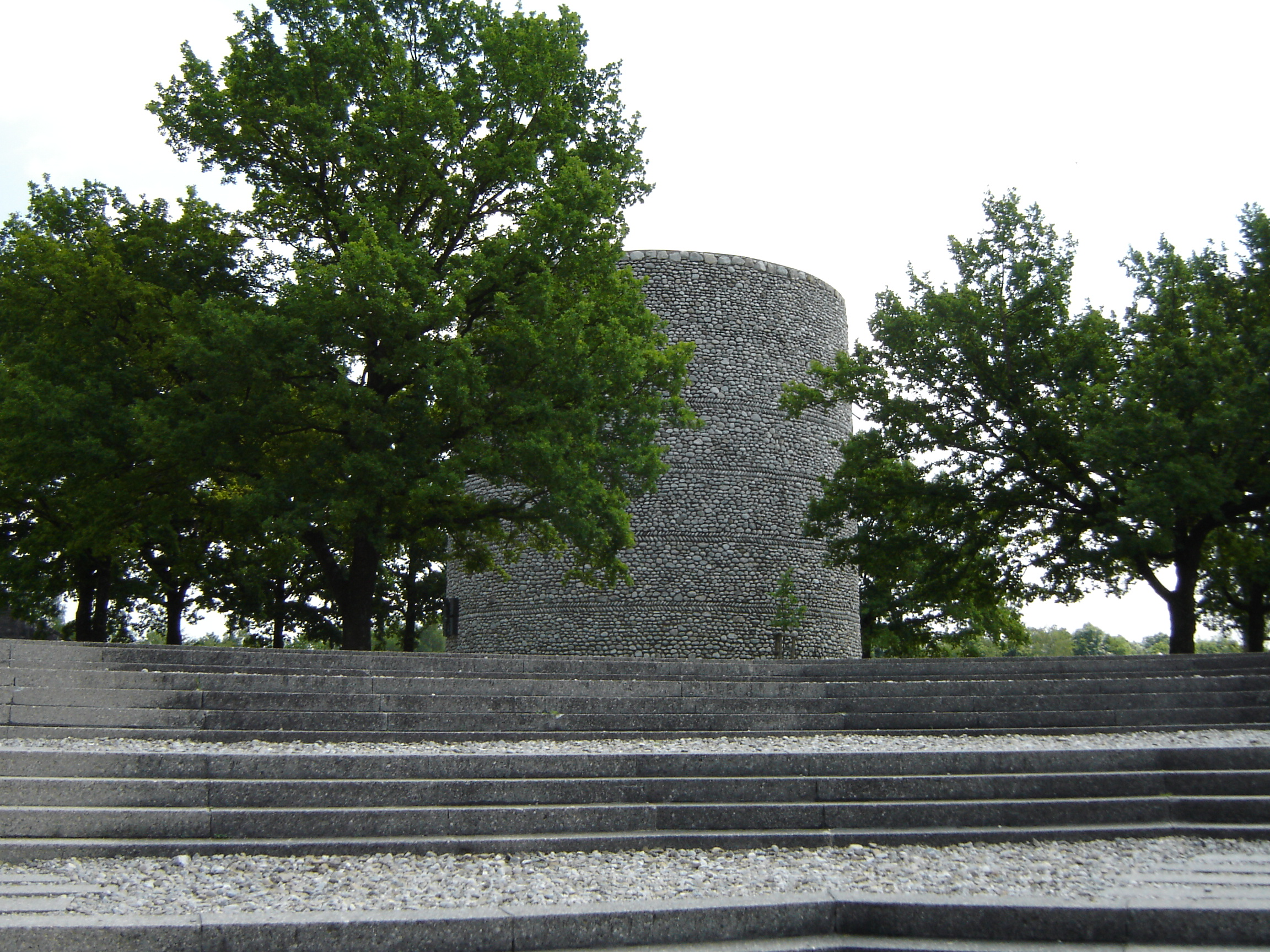
Chapelle catholique.
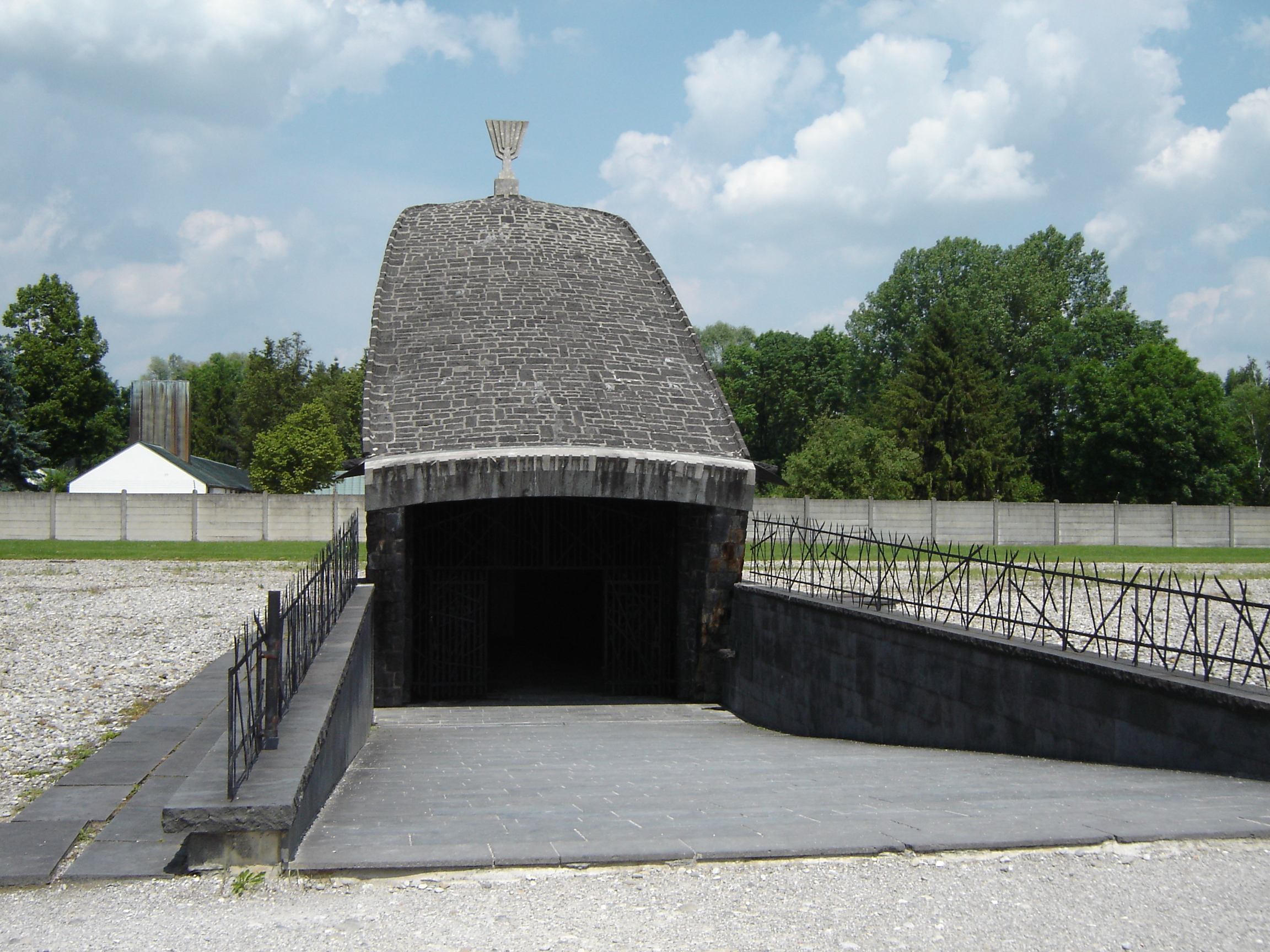
Mémorial juif.
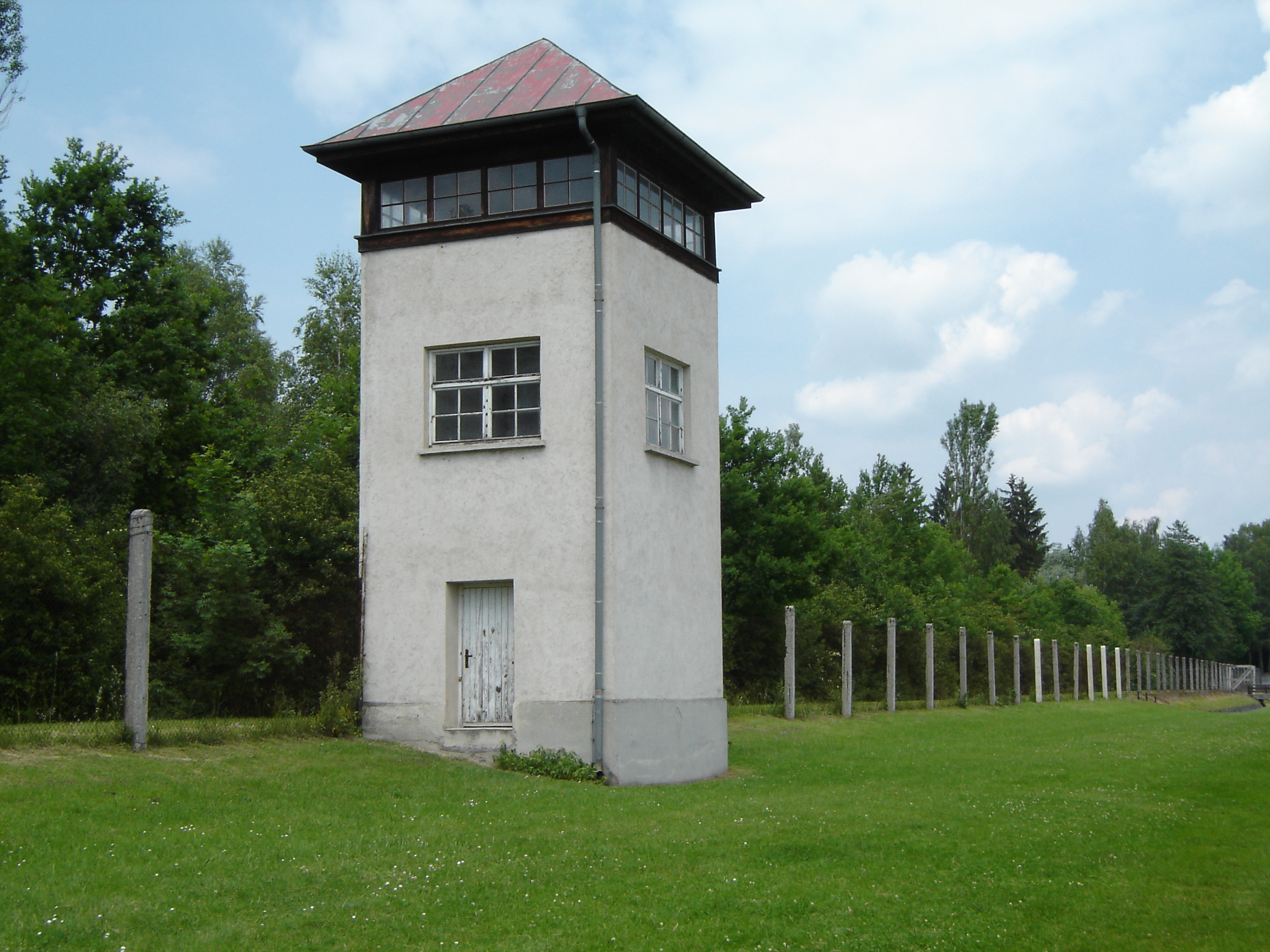
Une tour.
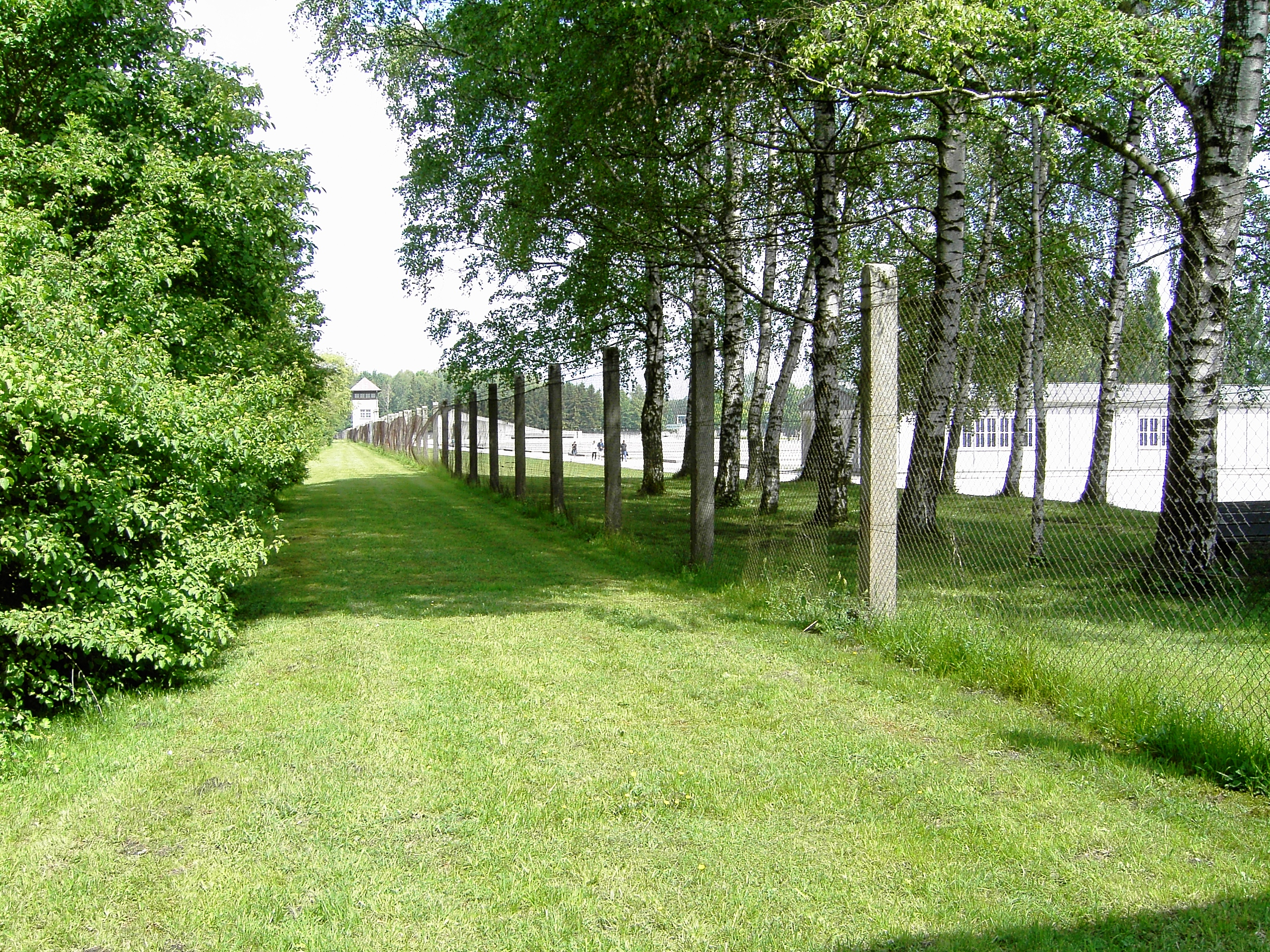
La clôture du périmètre.
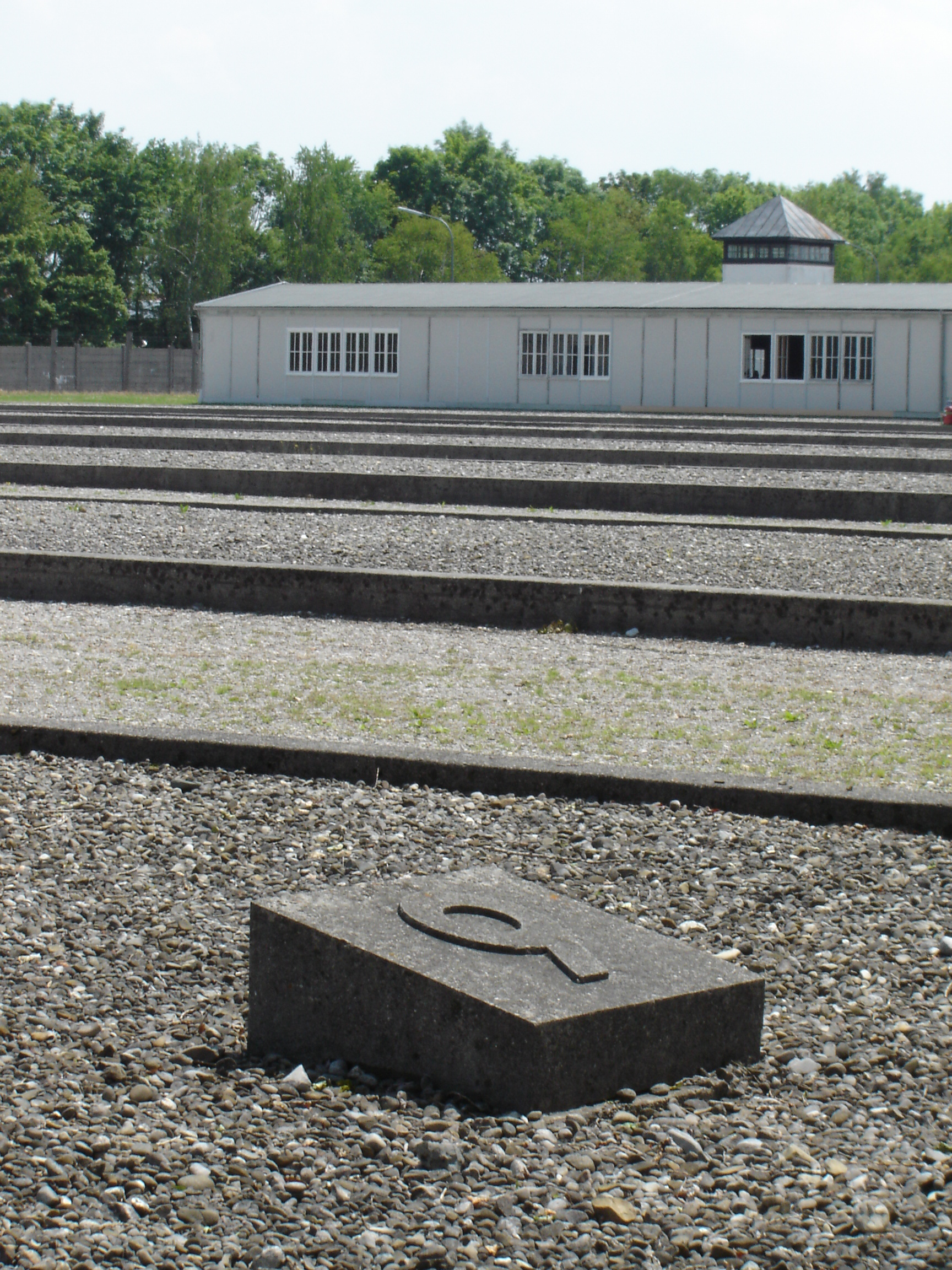
Marqueur qui indique l'emplacement de la caserne no 9.
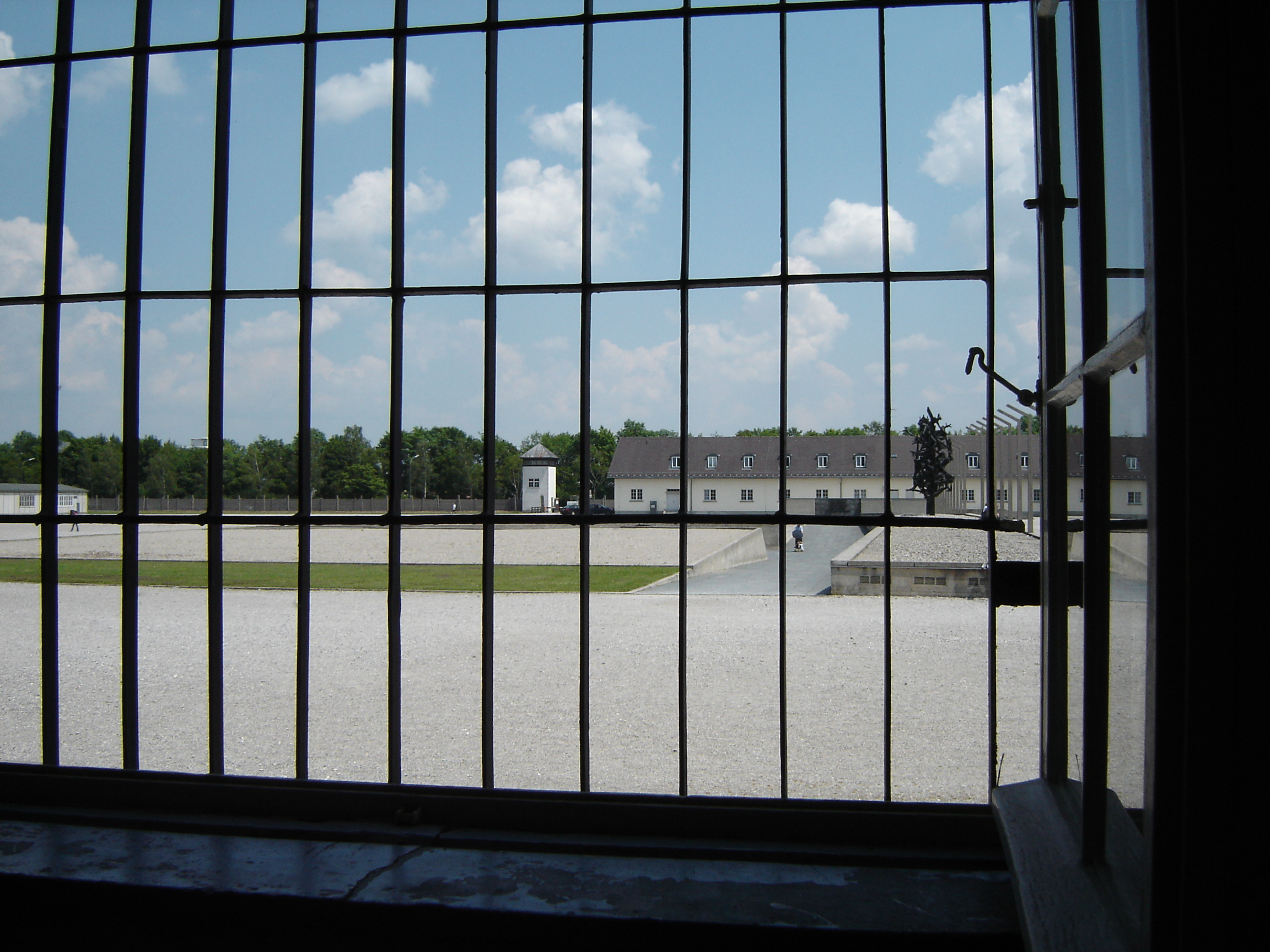
Place d'appel vue d'un bâtiment.
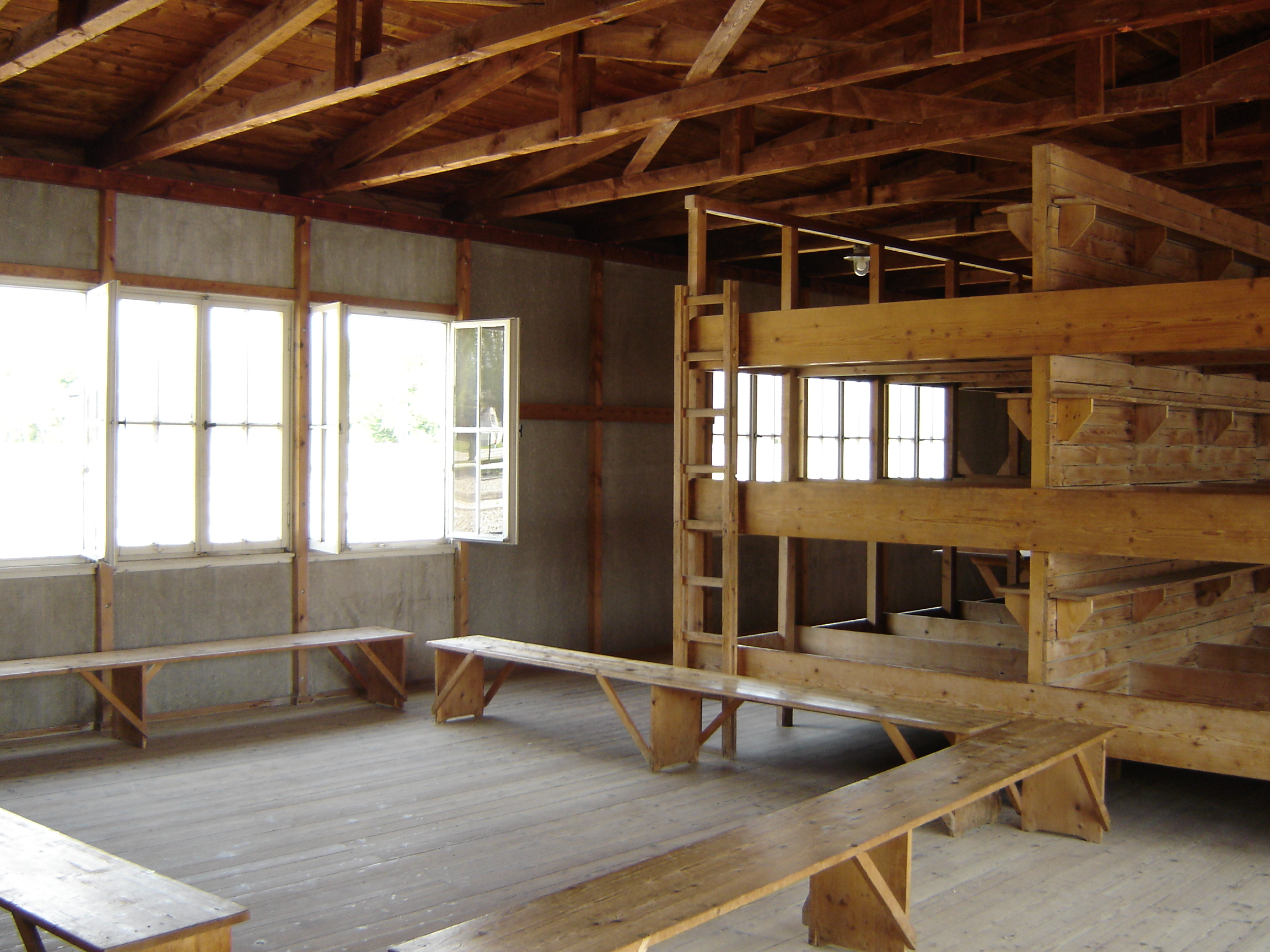
Couchettes des détenus.
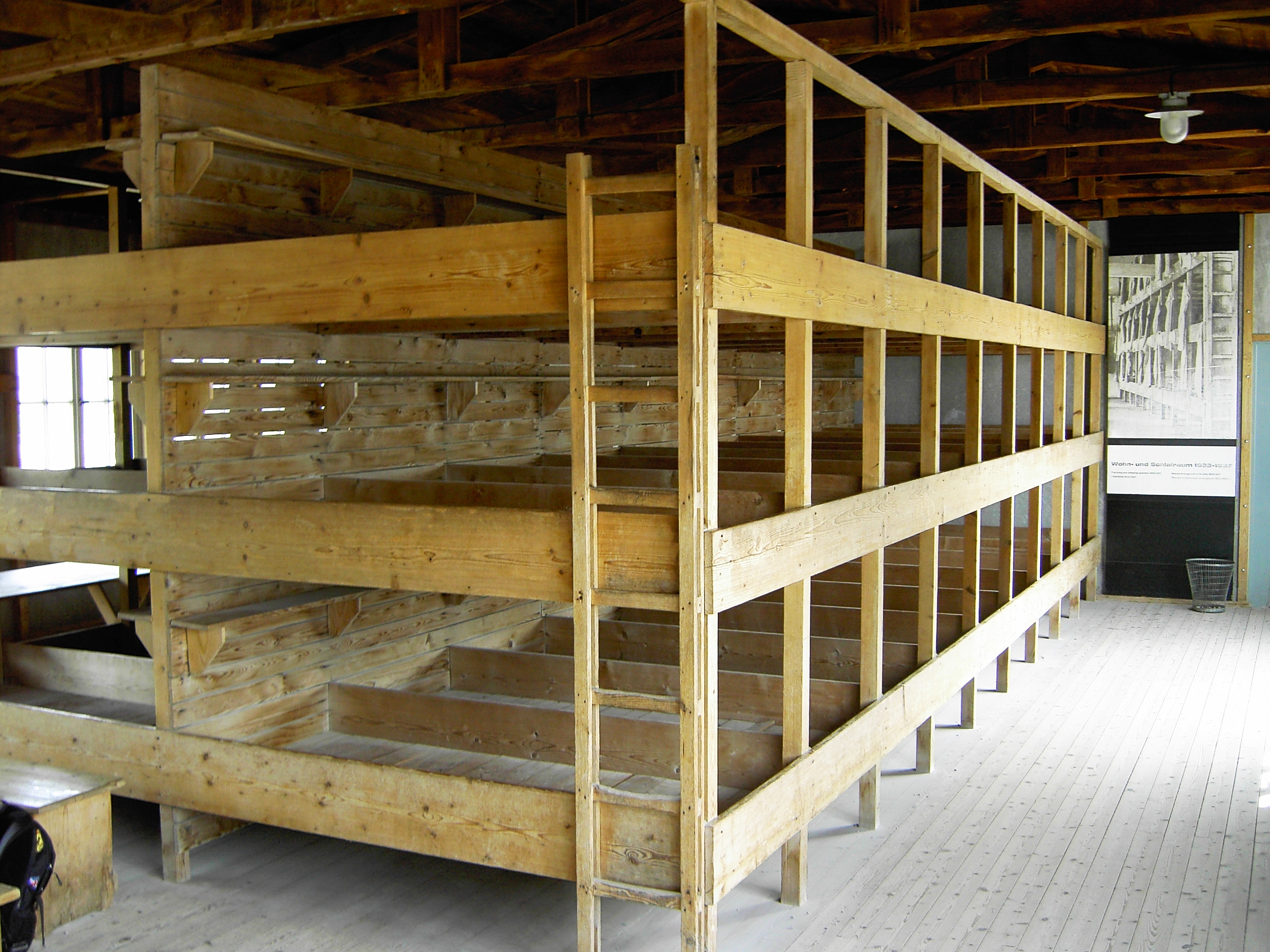
Couchettes des détenus.
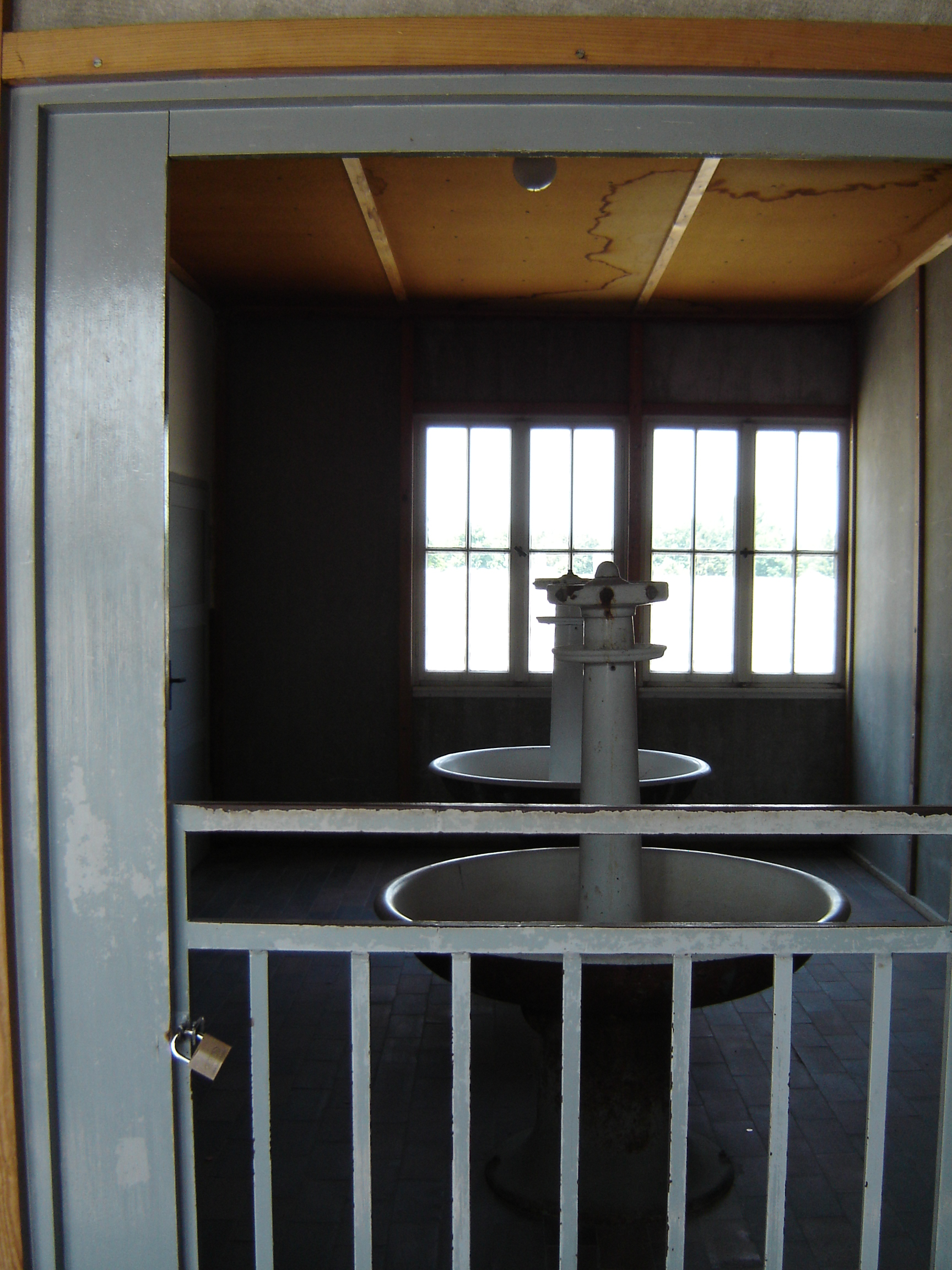
Lavabos des détenus.
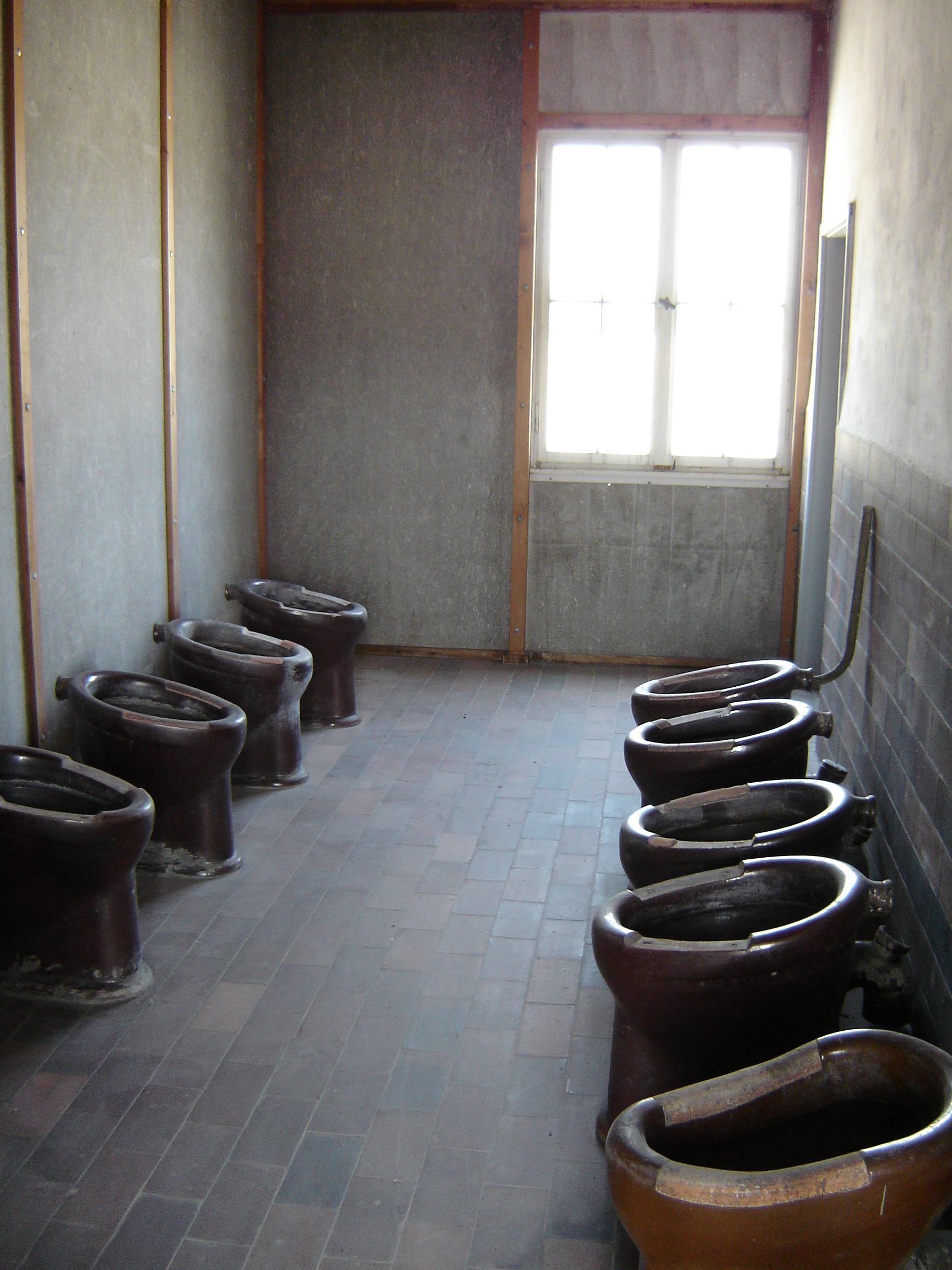
Toilettes des détenus.
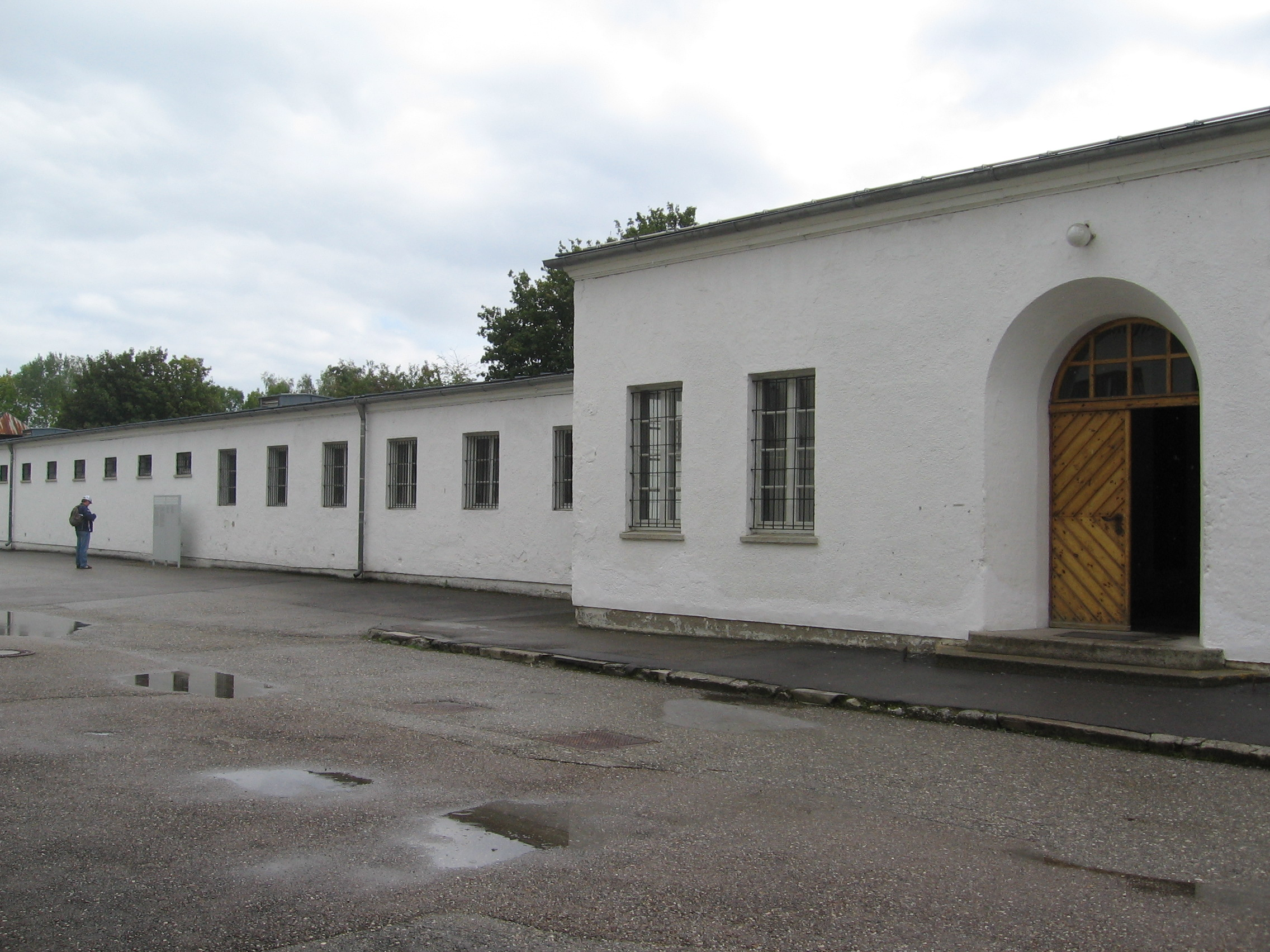
Entrée nord du bunker.
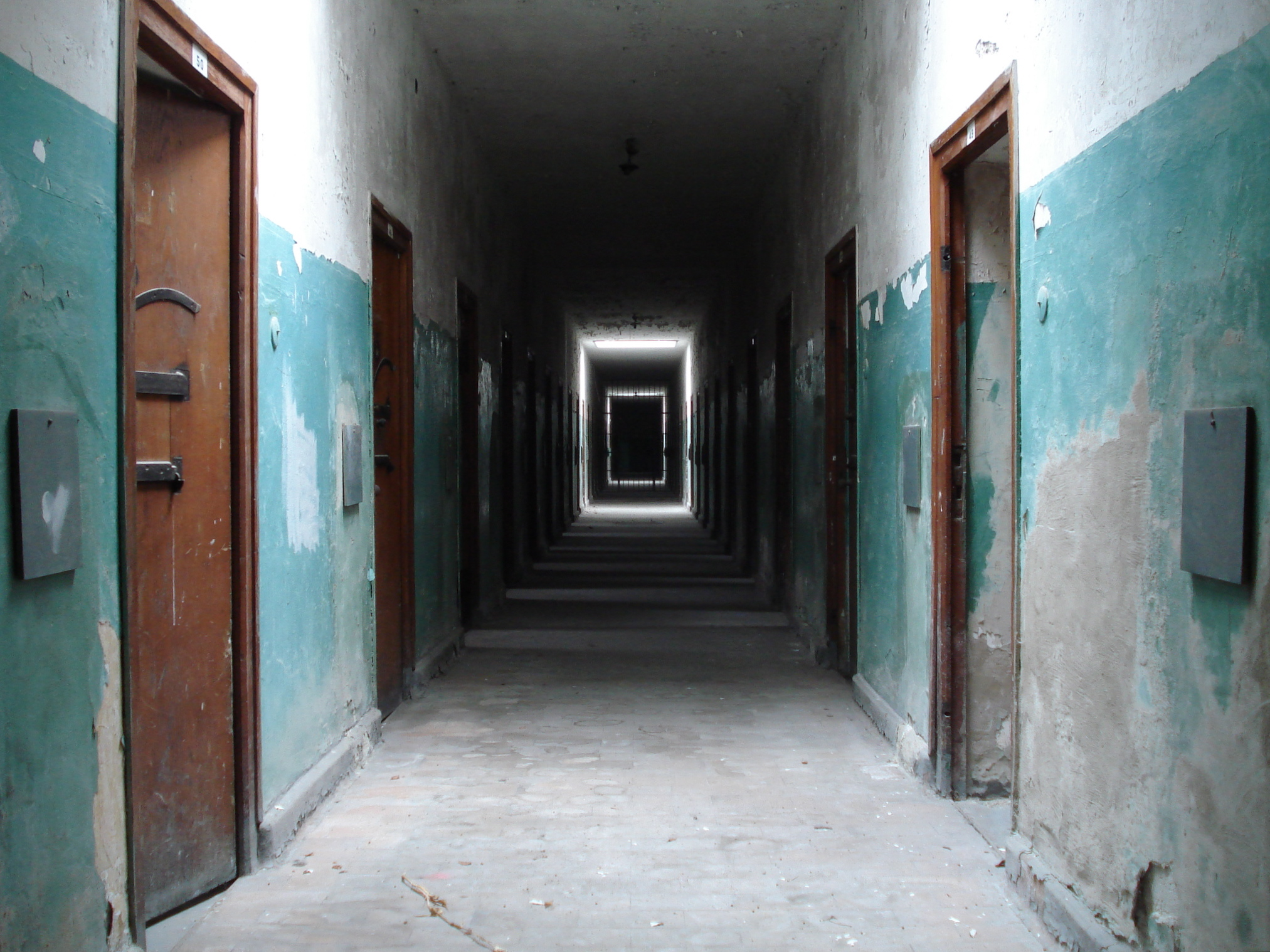
L'aile est du bunker, normalement fermée aux visiteurs.
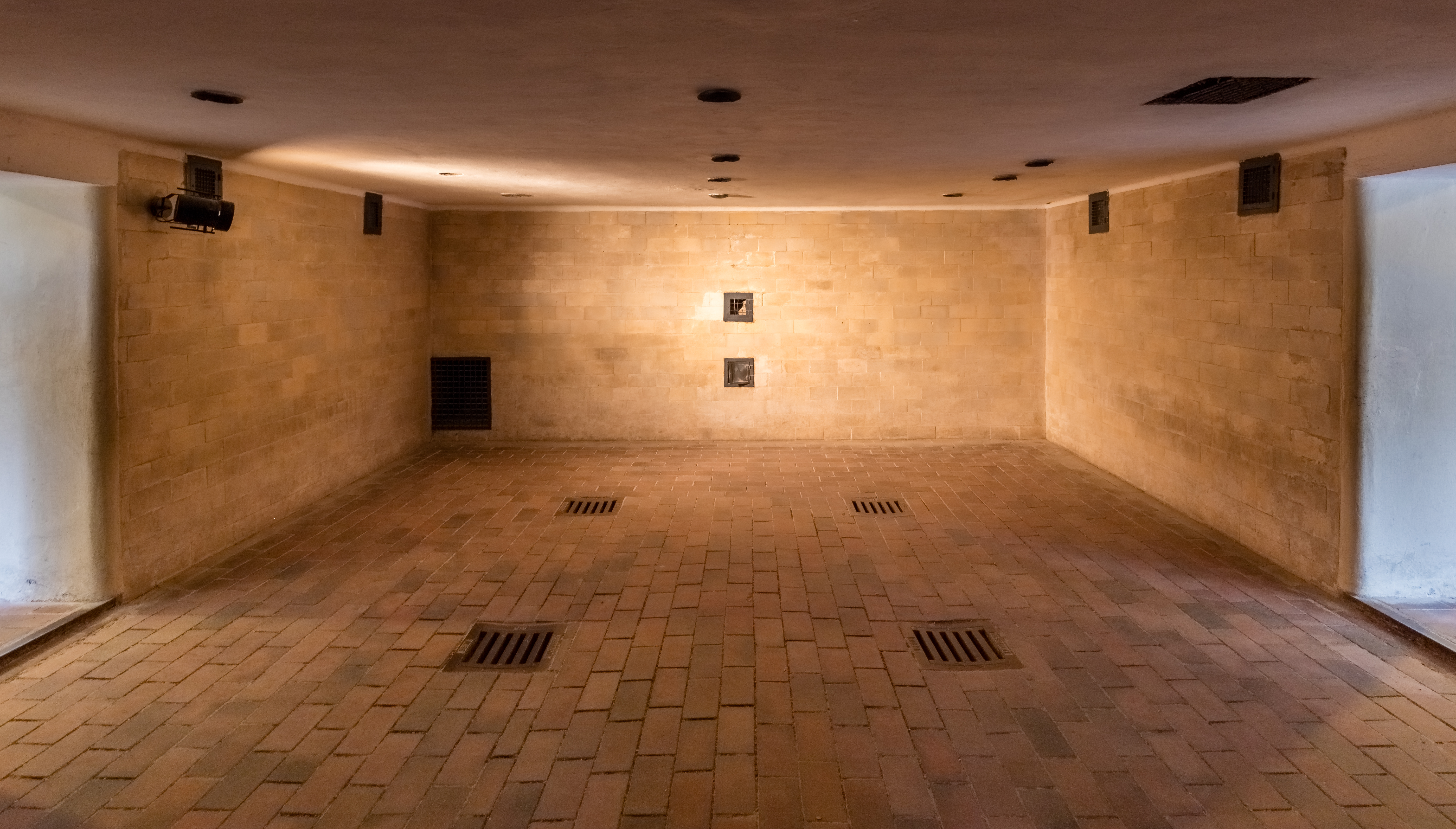
Chambre à gaz du camp de concentration.

## Documentaire
- Les Résistants du train fantôme, réalisé par Jorge Amat, écrit et présenté par Guy Scarpetta, novembre 2017.